# Biserica Sfântul Prooroc Ilie Tesviteanul din Baru

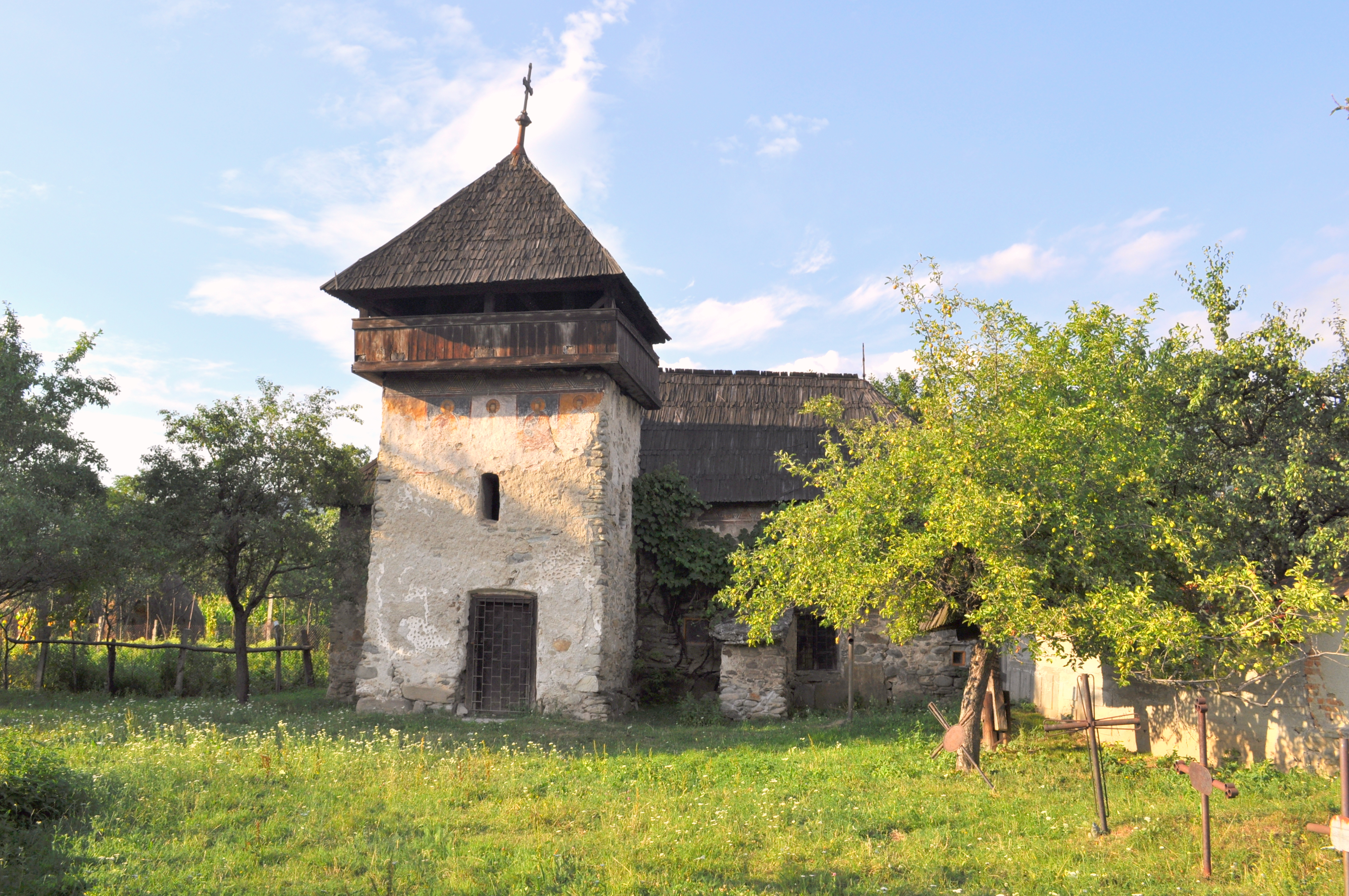
Biserica „Sfântul Prooroc Ilie Tesviteanul” din Baru, foto: iulie 2015.

Biserica „Sfântul Prooroc Ilie Tesviteanul” din Baru este un monument istoric aflat pe teritoriul satului Baru, comuna Baru. În Repertoriul Arheologic Național, monumentul apare cu codul 88001.06.01, 88001.06.02.

## Istoric și trăsături
Comuna Baru este situată pe cursul superior al Streiului; centrul comunal a luat ființă în urma contopirii a două sate medievale: Baru Mare și Baru Mic. Biserica „Sfântul Prooroc Ilie Tesviteanul” din Baru Mic a fost construită ca biserică greco-catolică. Potrivit unei legende locale, ctitorul lăcașului de cult ar fi un sătean pe nume Pârvu, care a ridicat biserica cu bani primiți de la o bandă de tâlhari, de unde și denumirea de „biserica Pârveștilor”. Masivitatea zidurilor, coroborată cu existența unei bolte semicilindrice din piatră, ar sugera apartenența lăcașului la categoria edificiilor cneziale hațegane. Săpăturile arheologice, întreprinse în anul 1986, nu au relevat însă prezența vreunui element arhitectonic medieval, îngăduind formularea ipotezei că predecesoarea acesteia a fost o bisericuță de lemn; faptul era explicabil, de vreme ce, în vechime, satul Baru Mic făcea parte din categoria așezărilor iobăgești, cu posibilități materiale reduse. Așadar, lăcașul actual trebuie să fi fost construit în două etape distincte, corespunzătoare secolelor XVII-XVIII, fiind menționat, ca atare, în tabele recensămintelor ecleziastice din anii 1733 și 1750 și pe harta iosefină a Transilvaniei (1769-1773). Potrivit pisaniei interioare, în anul 1785 a fost împodobit iconografic de cunoscutul zugrav bisericesc Simion Popa din Pitești: „Zugrăvită sub stăpânirea Înaltului împărat Iosif al II-lea, anul 1785, zugrăvită de popa Simeon din Pitești, cu toată cheltuiala lui Ianăș Părvu, care i-a dat un cal înșeuat gata”; aceluiași pictor i se atribuie decorul tâmplei și al icoanei de hram de pe fațada sudică a bisericii.
De plan dreptunghiular, cu absida semicirculară nedecroșată, edificiul, prevăzut cu un turn-clopotniță masiv, cu foișor deschis din lemn și coif piramidal, adosat laturii sudice a pronaosului, a fost renovat în mai multe rânduri; cunoscute sunt doar șantierele din anii 1892, 1913 și 1963. La acoperiș s-a păstrat șița clasică. Biserica, menționată în tabelele conscripției din 1829-1831, figurează pe lista monumentelor istorice (HD-II-m-A-03242). Până în 1948, lăcașul a deservit obștea locală unită (greco-catolică), unde figura ca filie la parohia din Baru Mare.

## Imagini din exterior

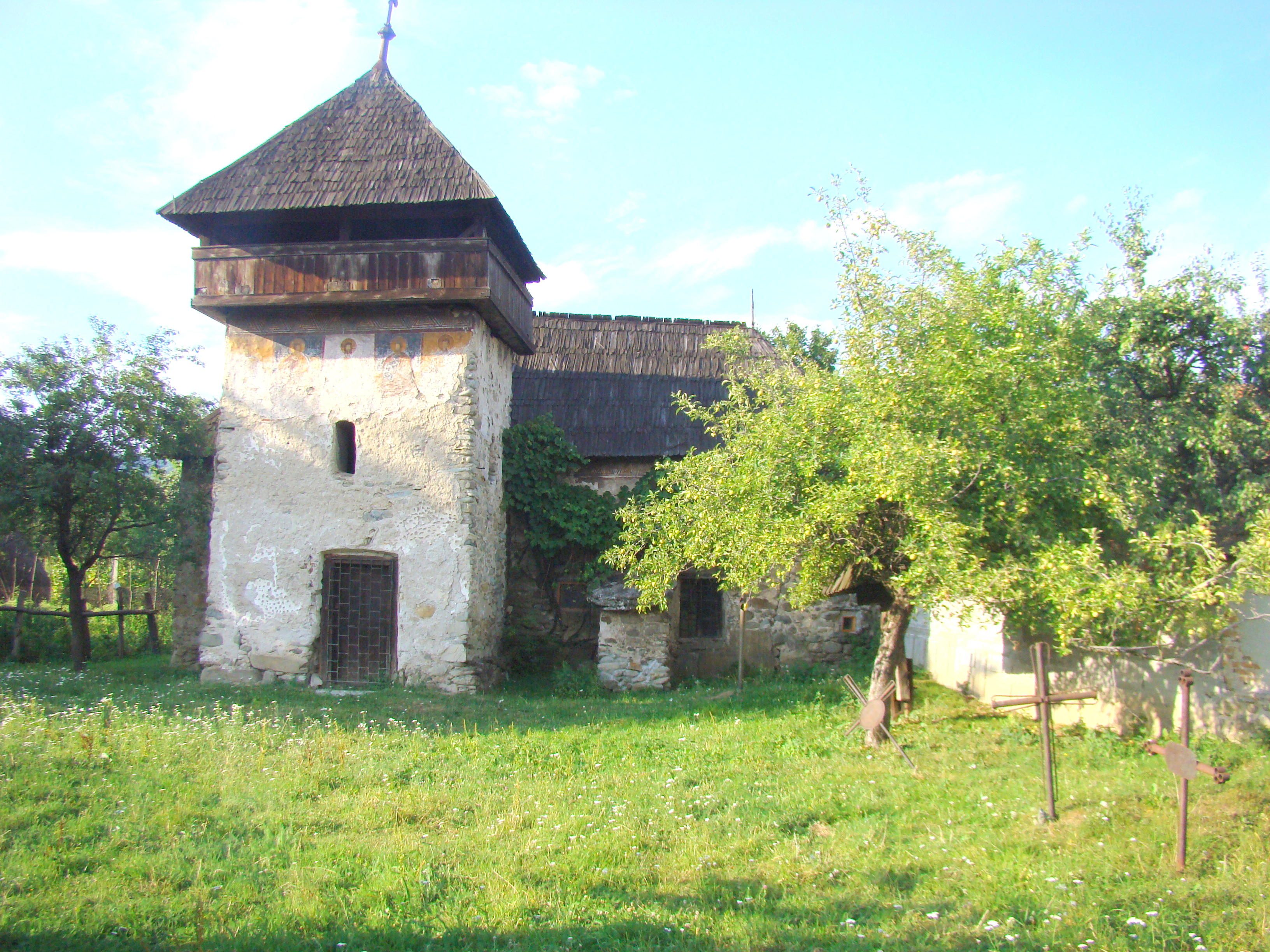
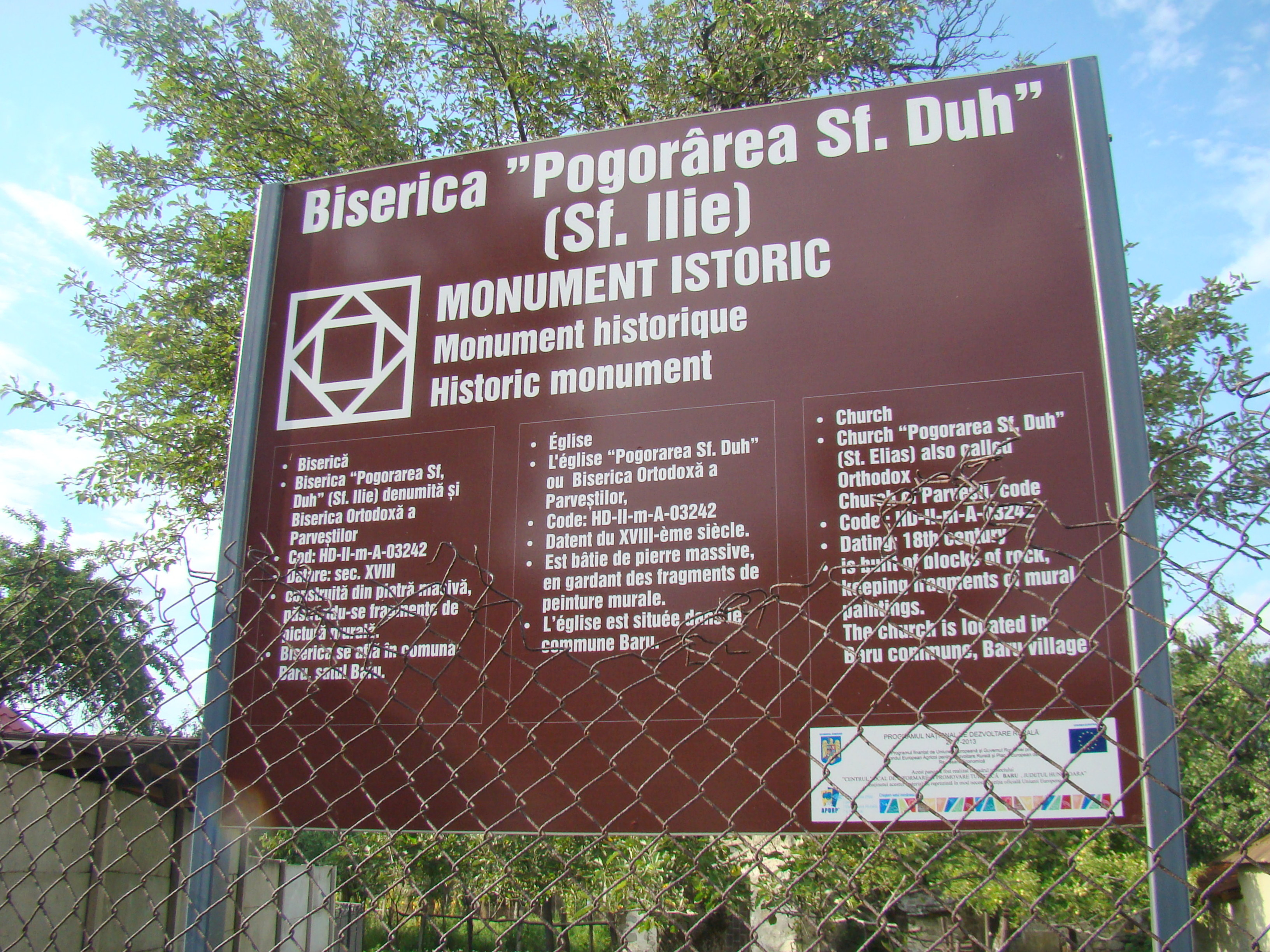
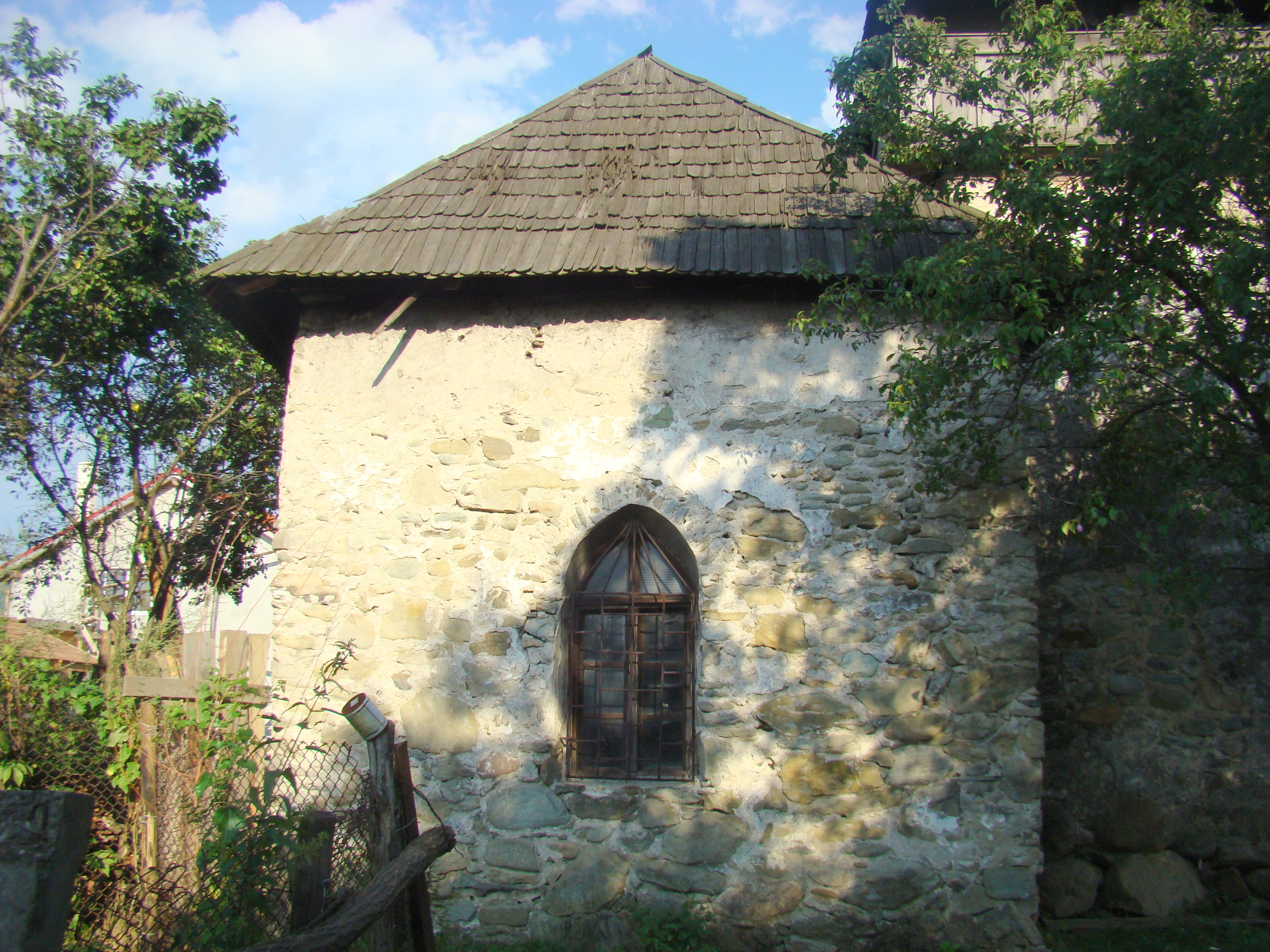
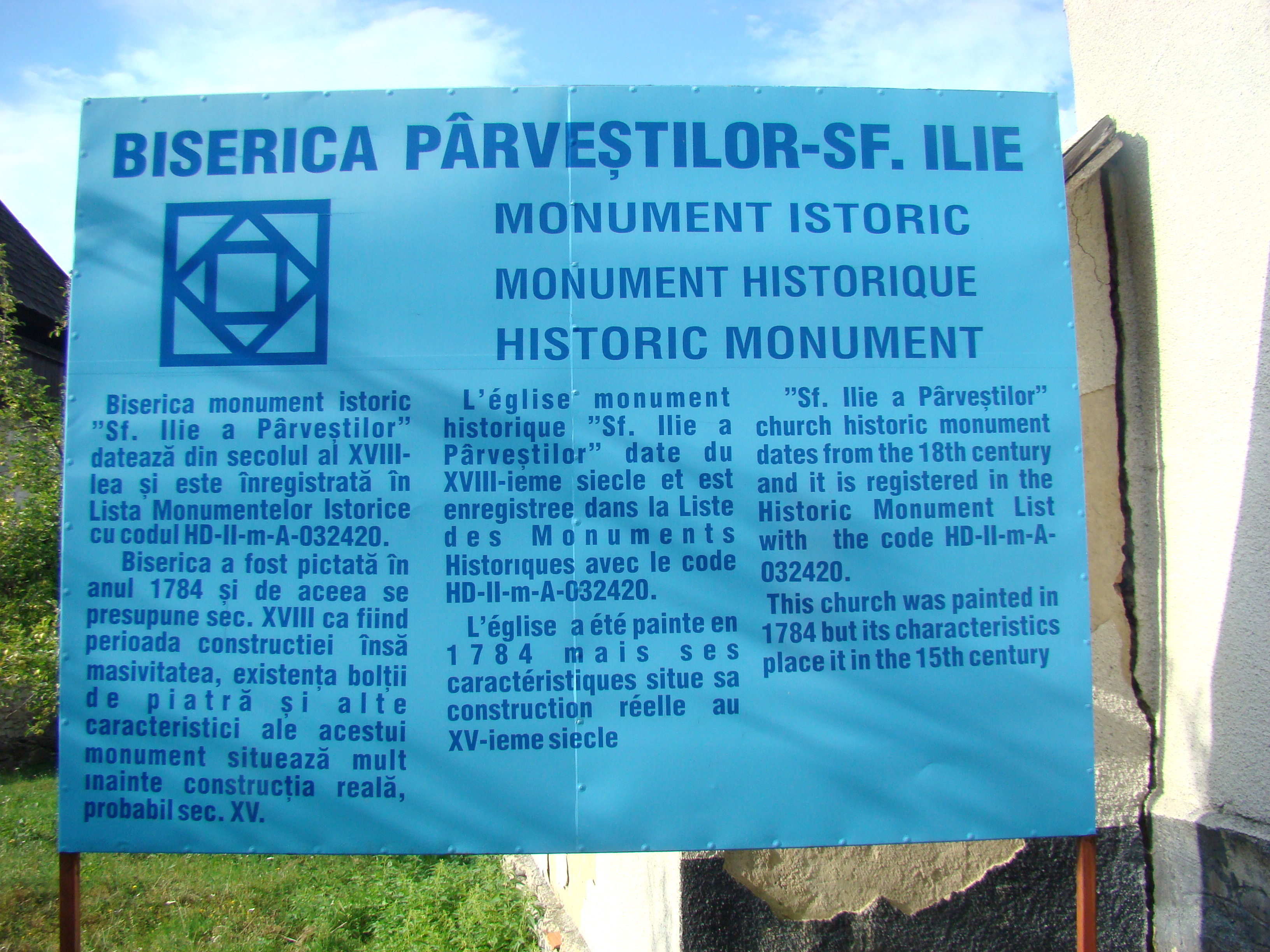
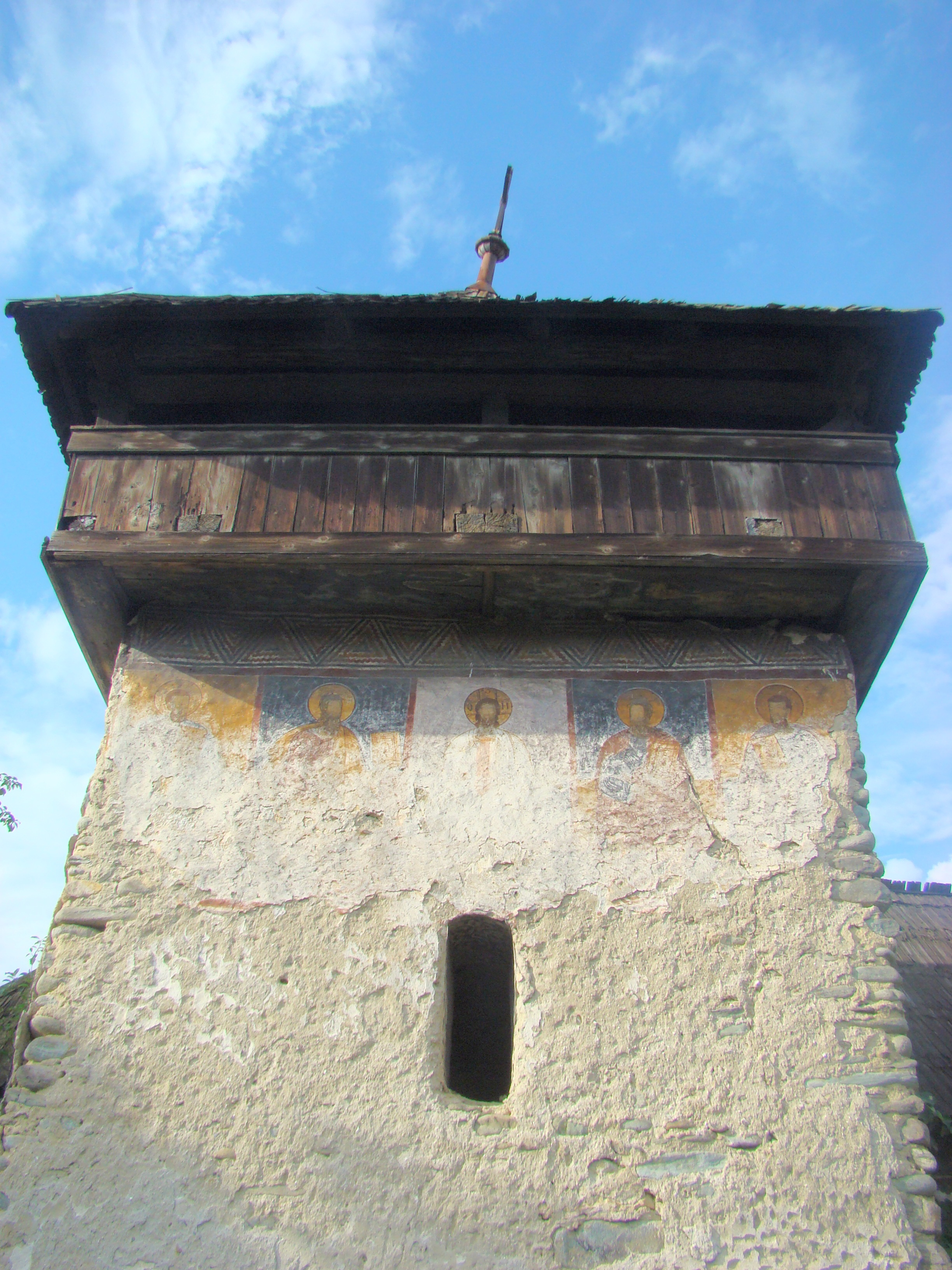
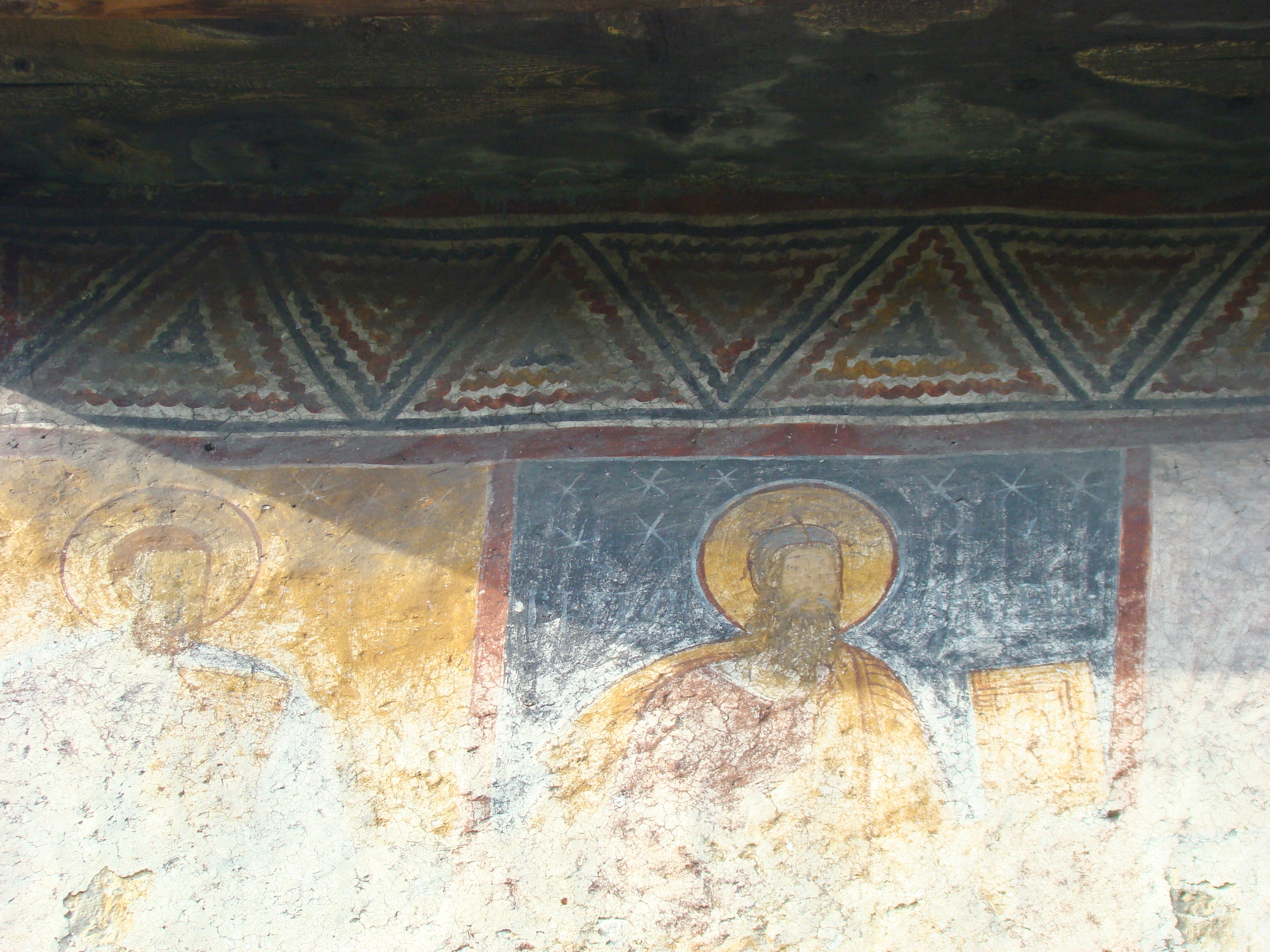
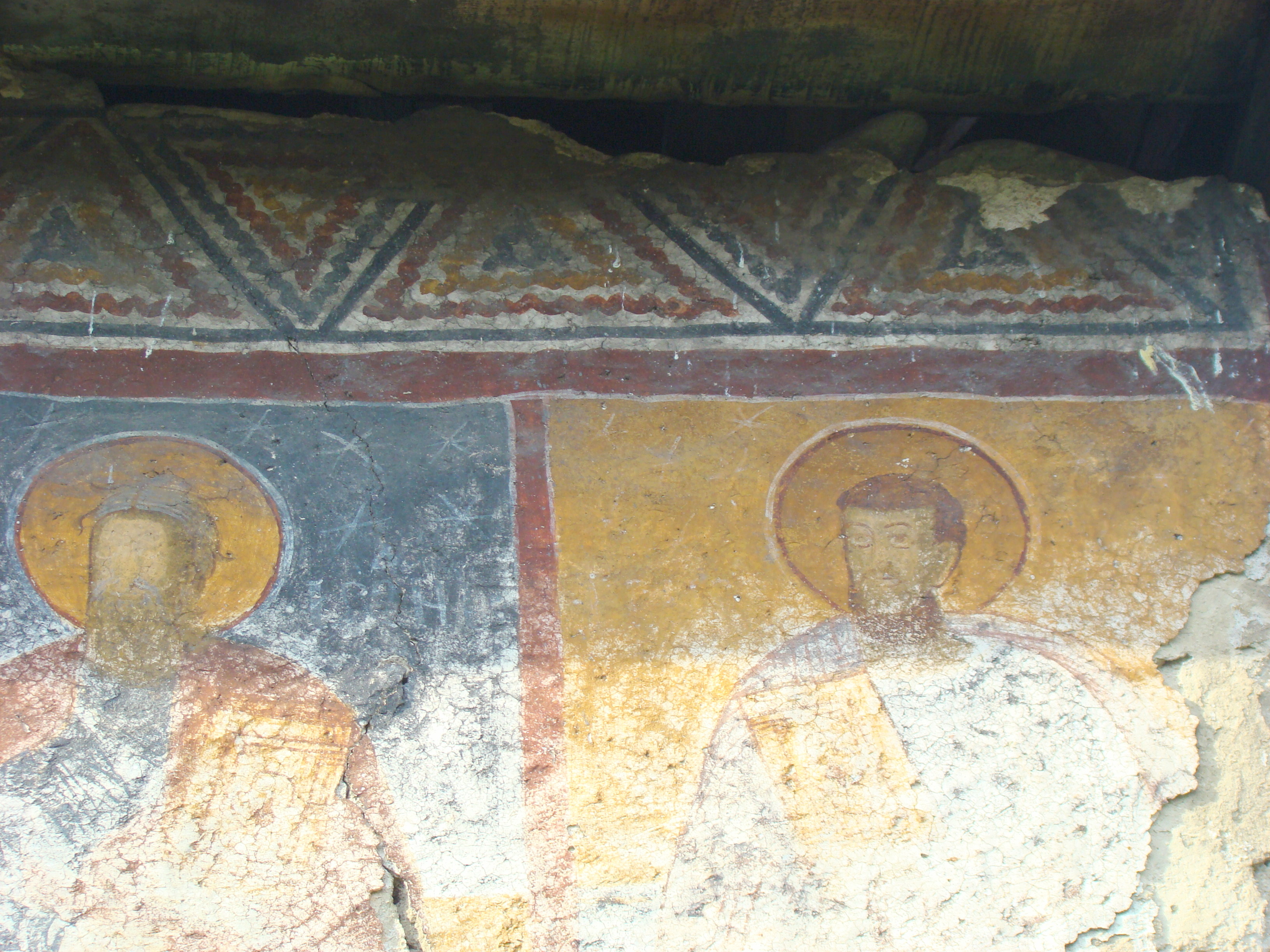
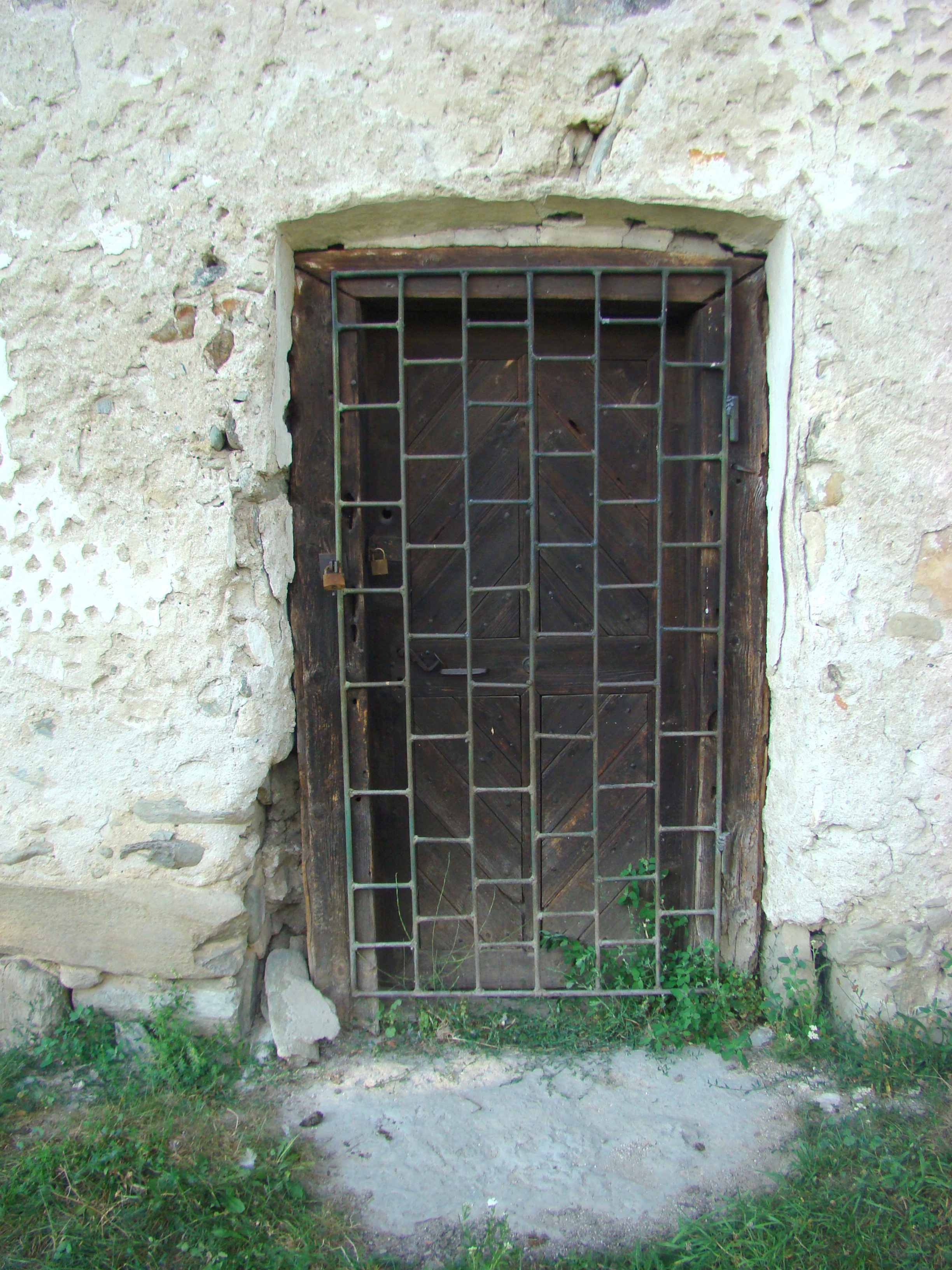
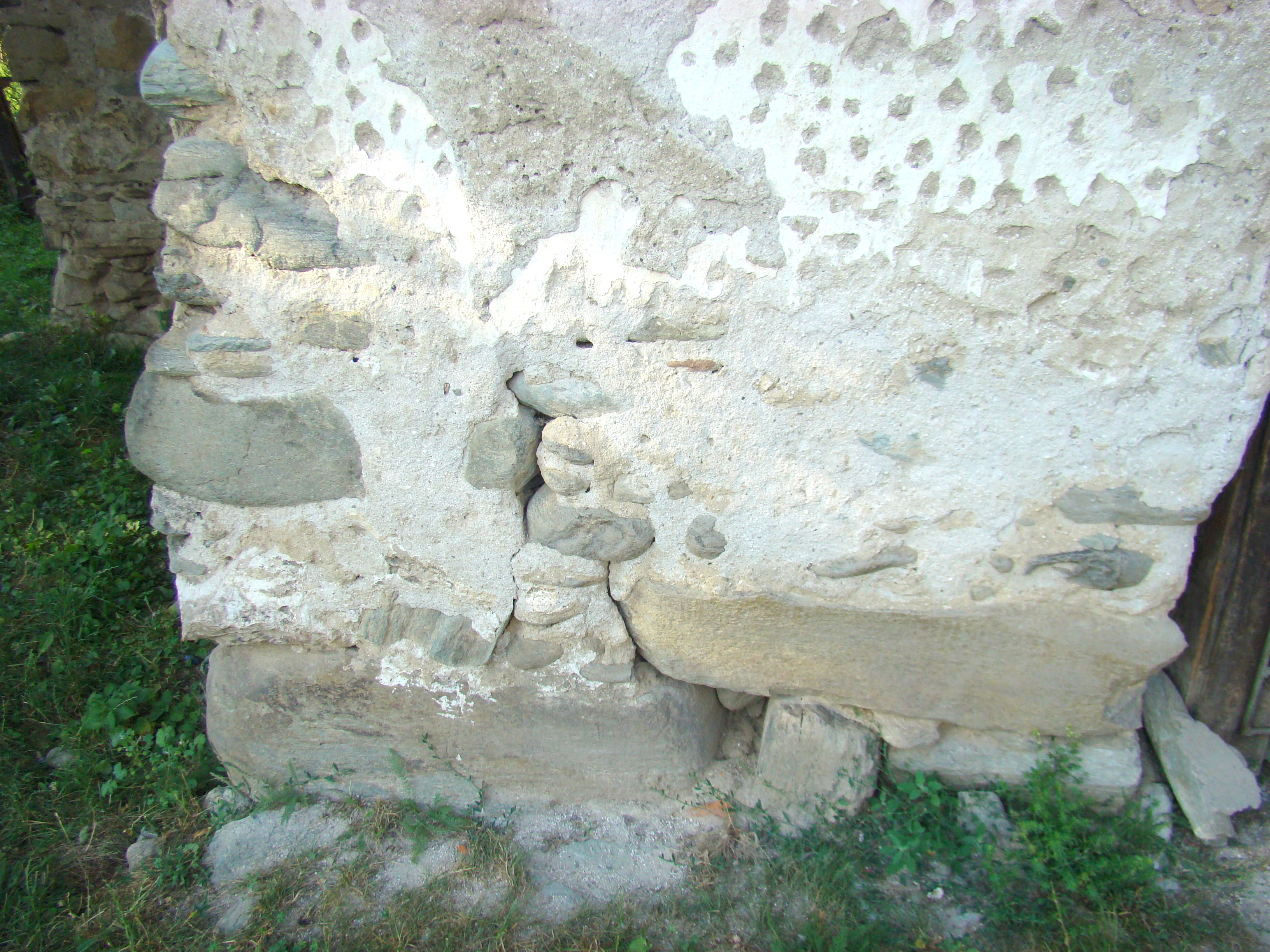
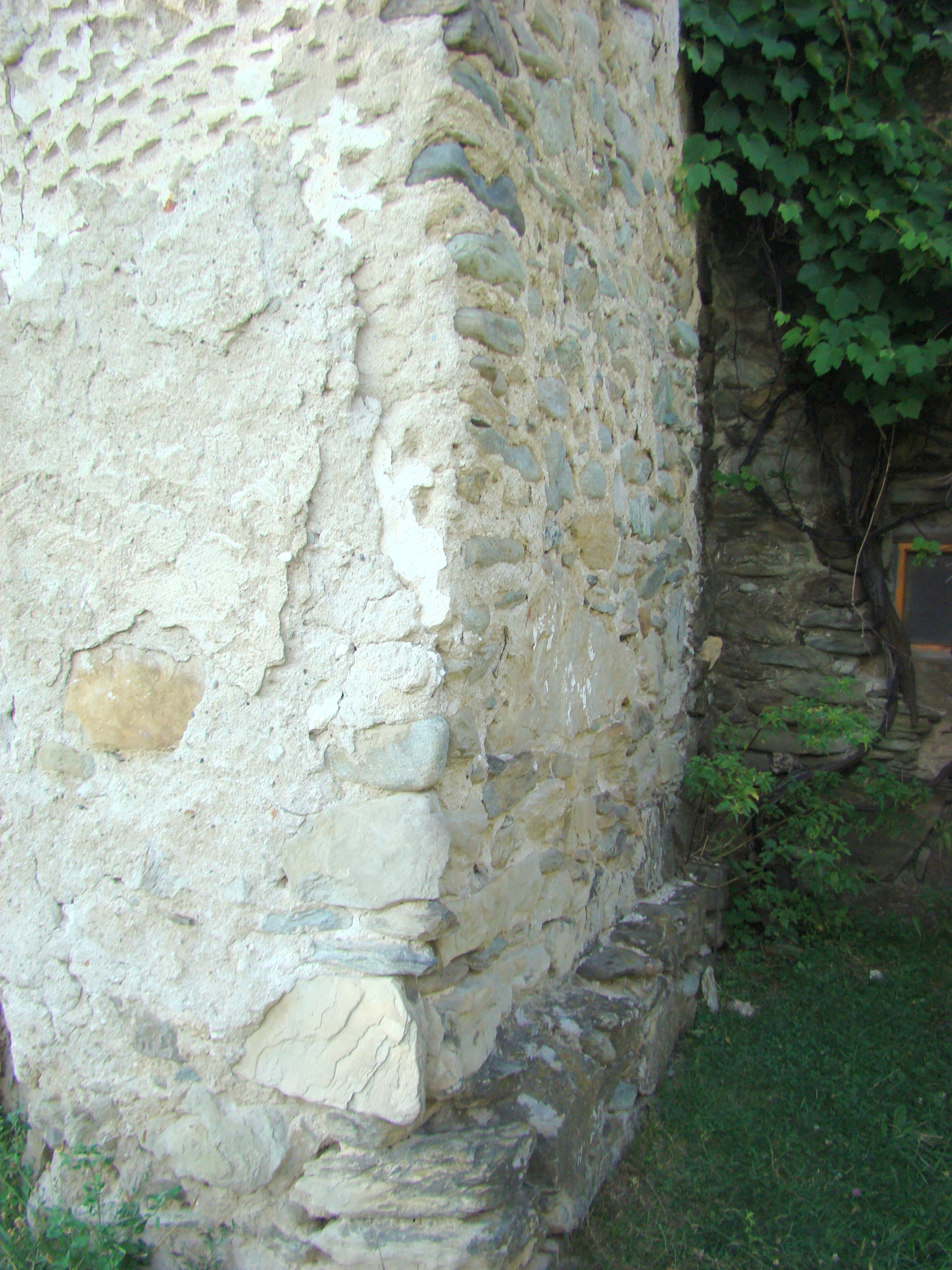
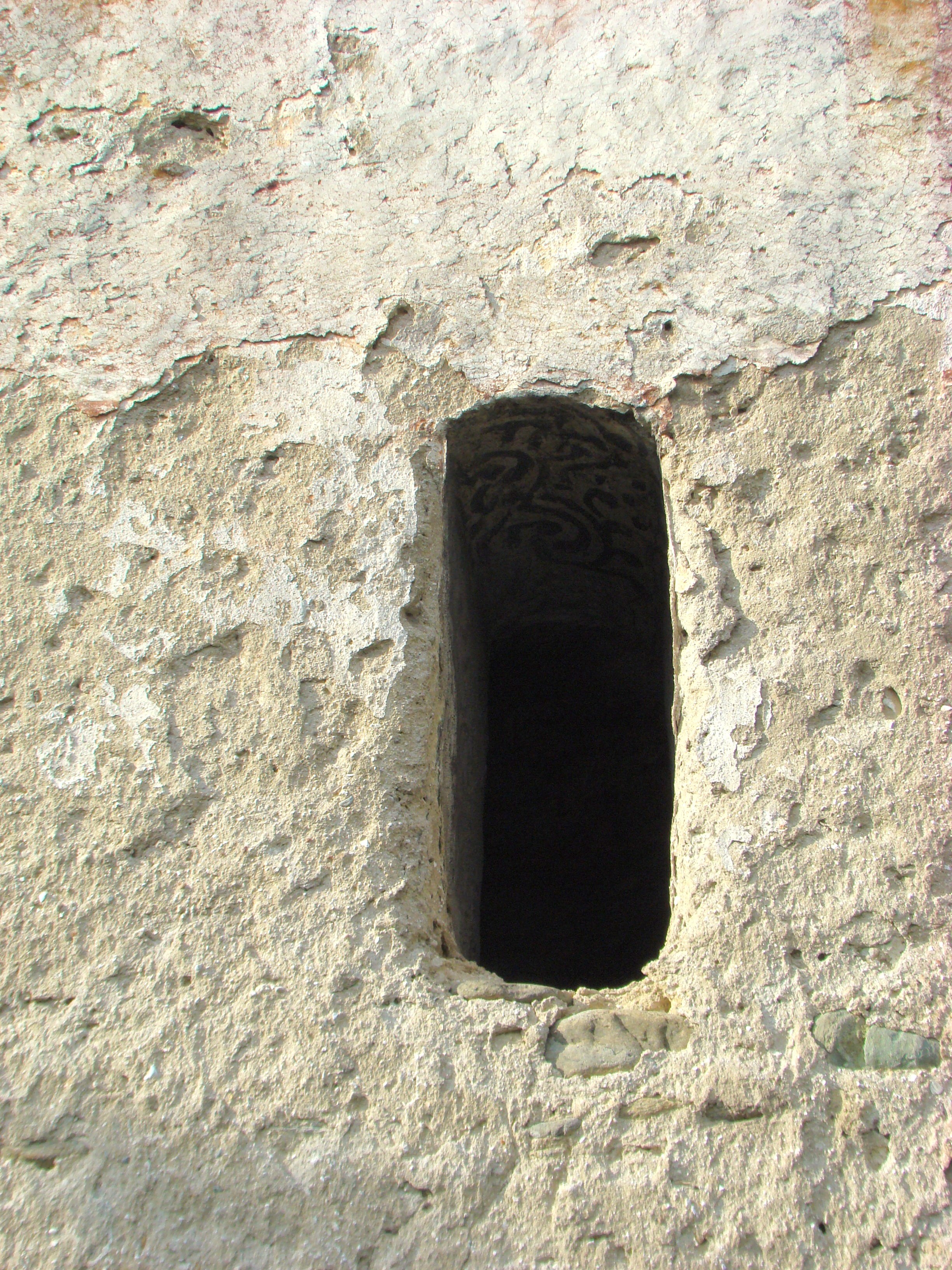
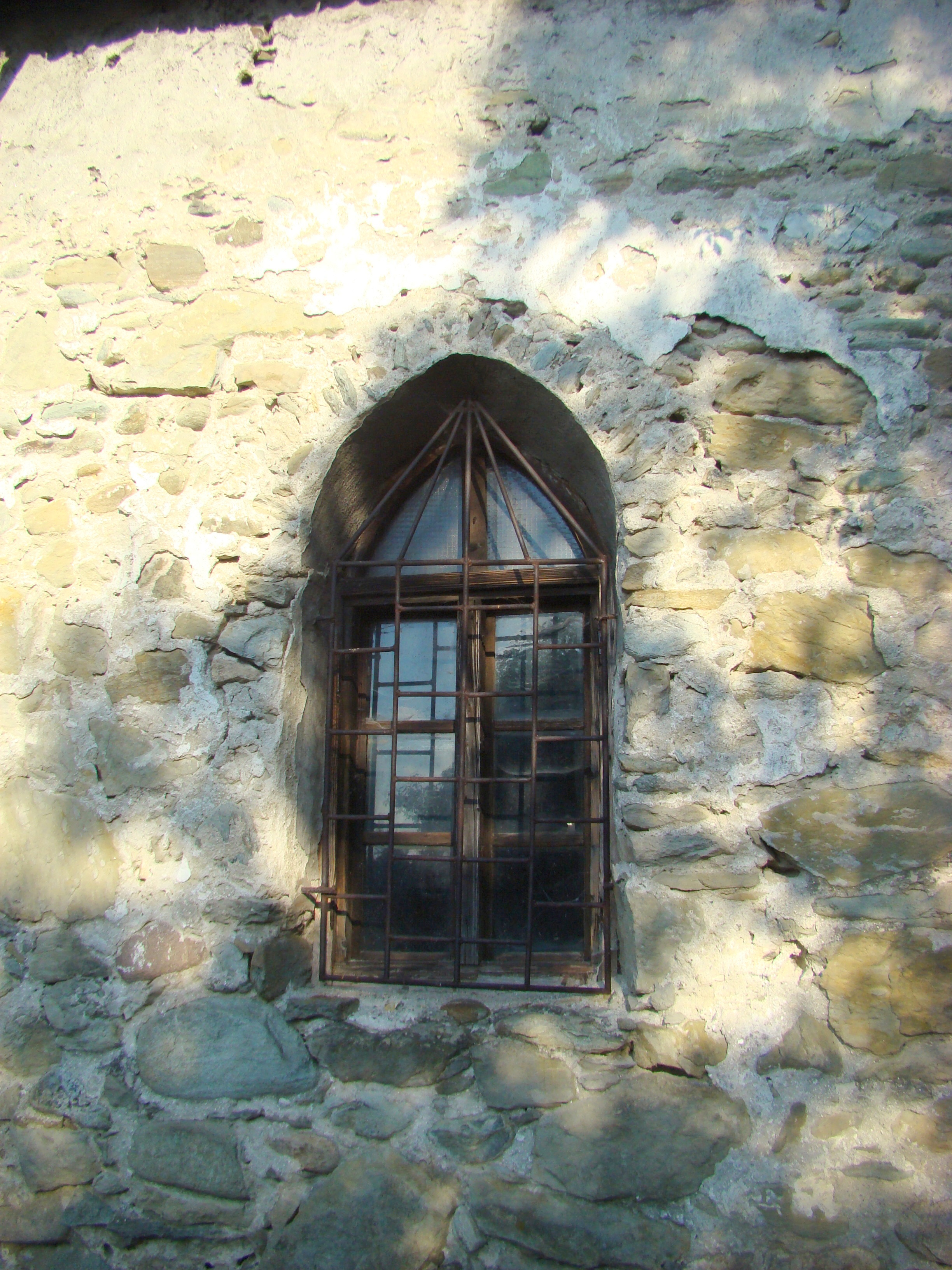
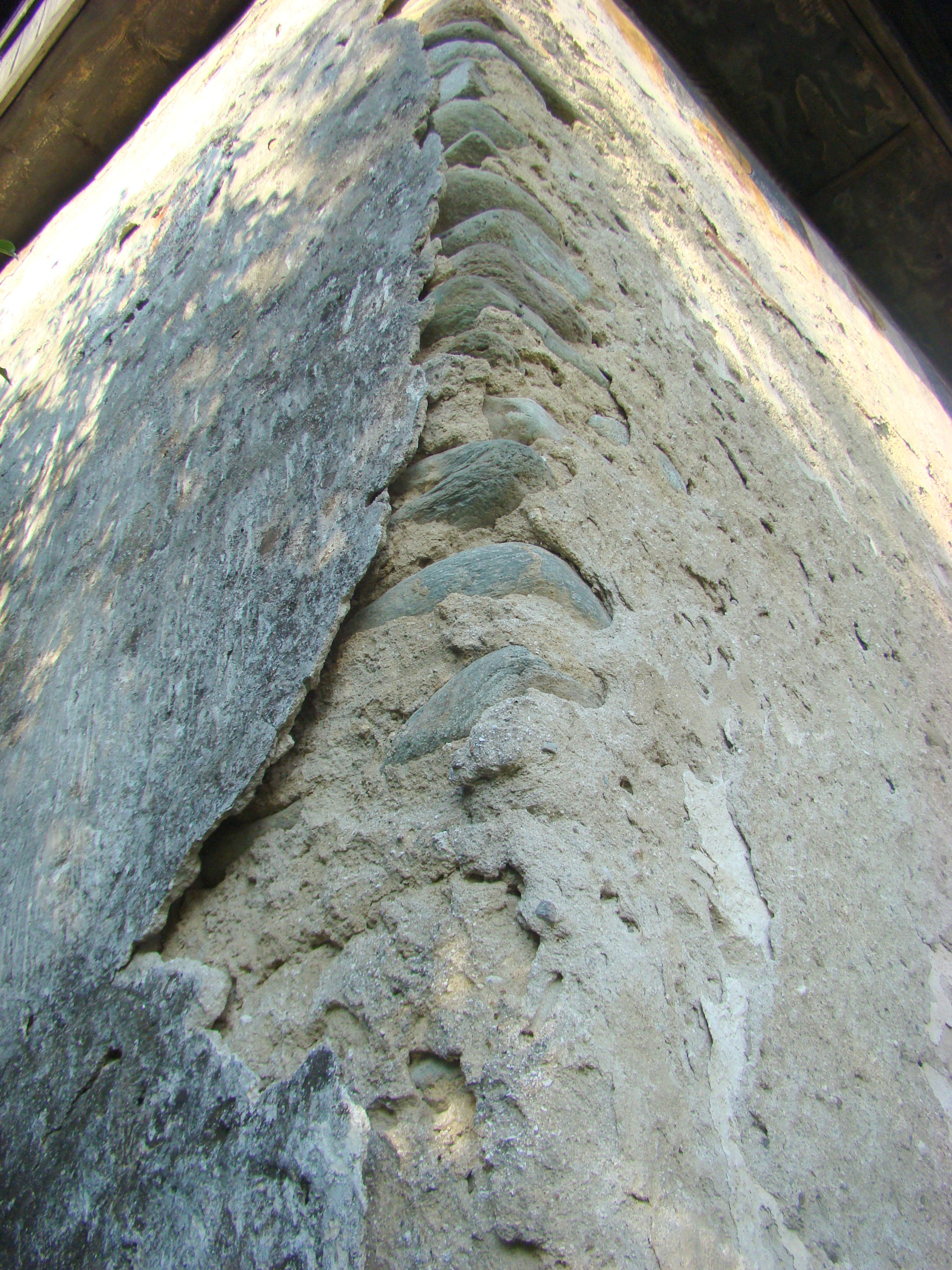
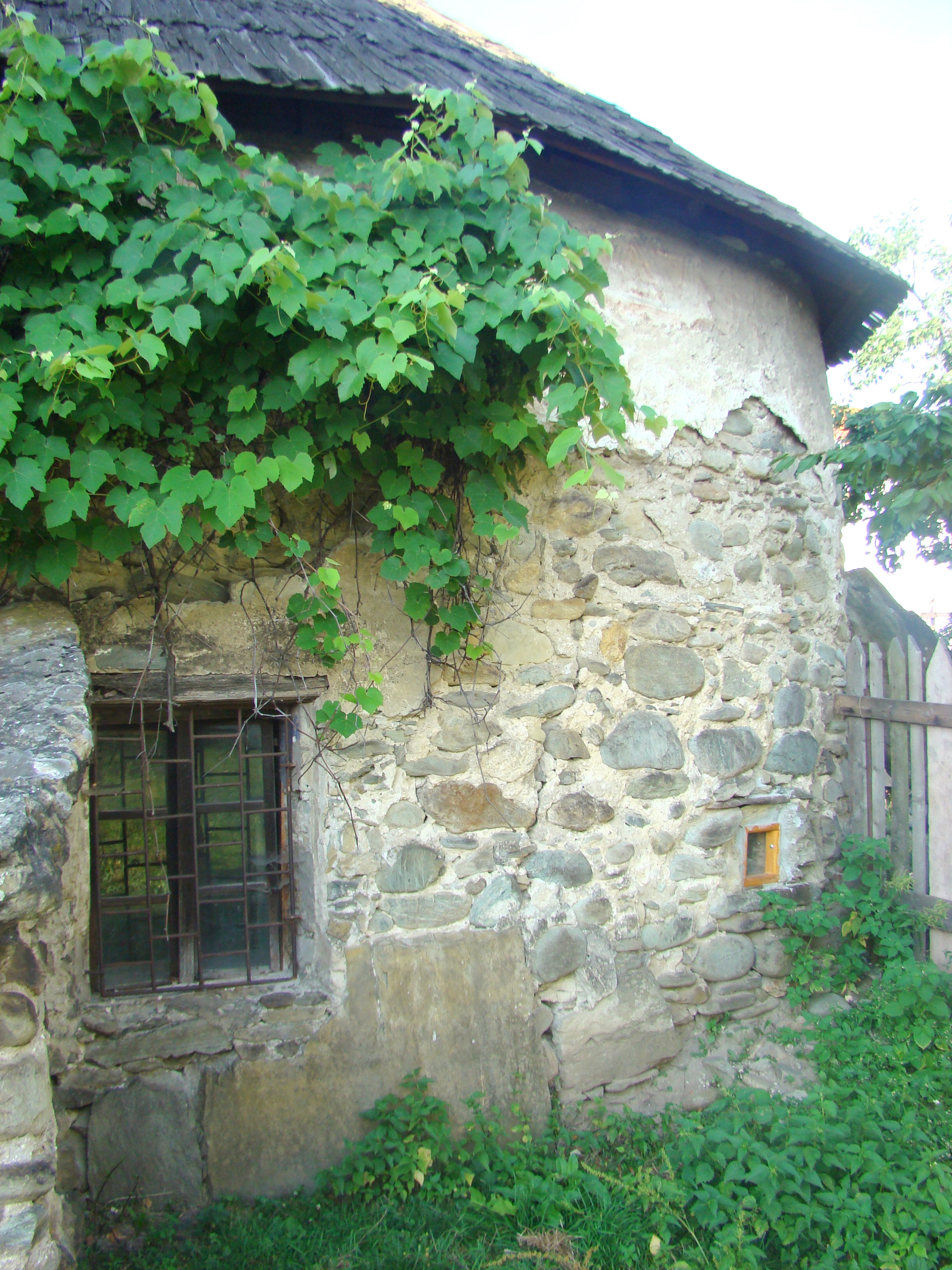
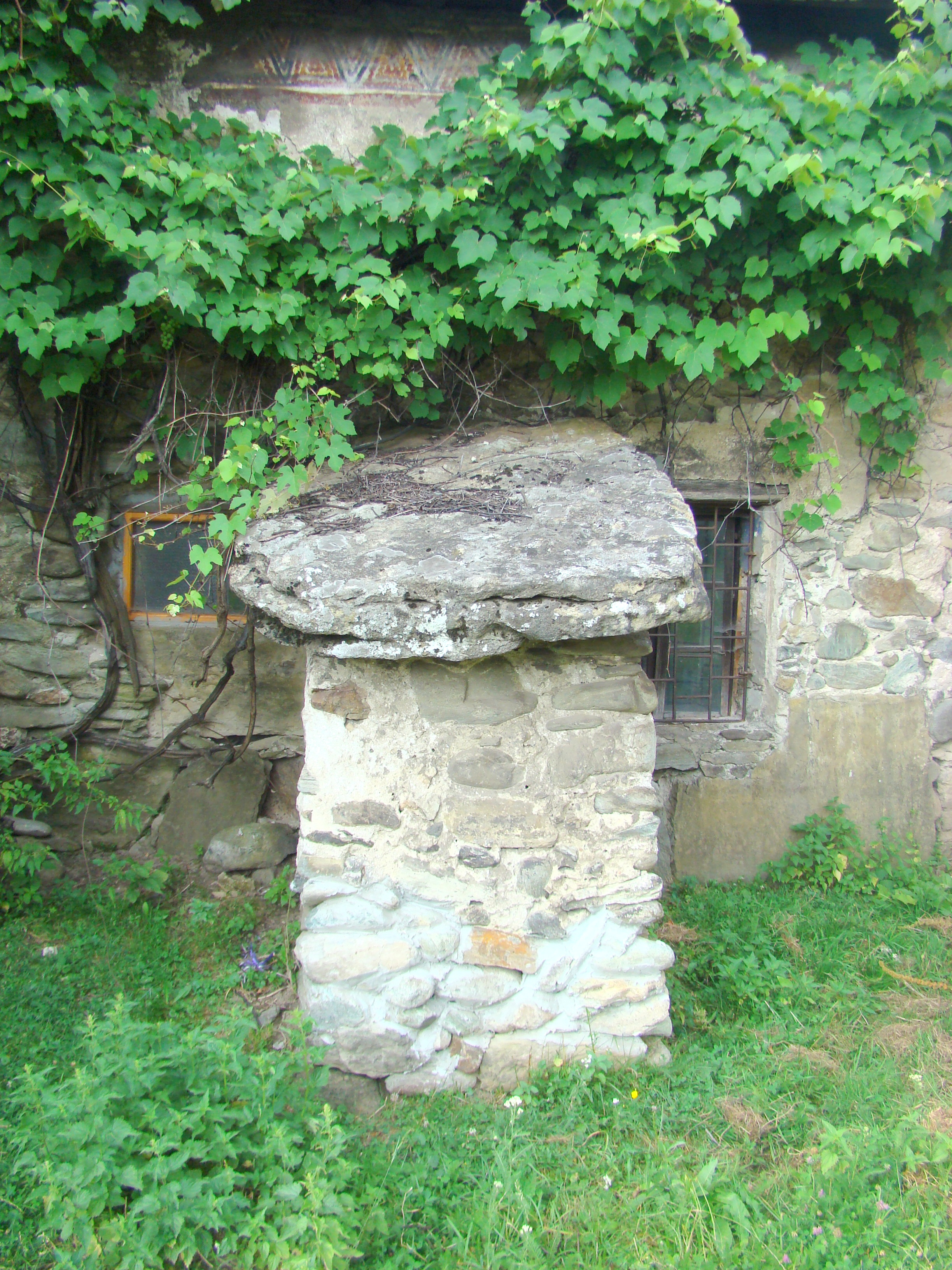
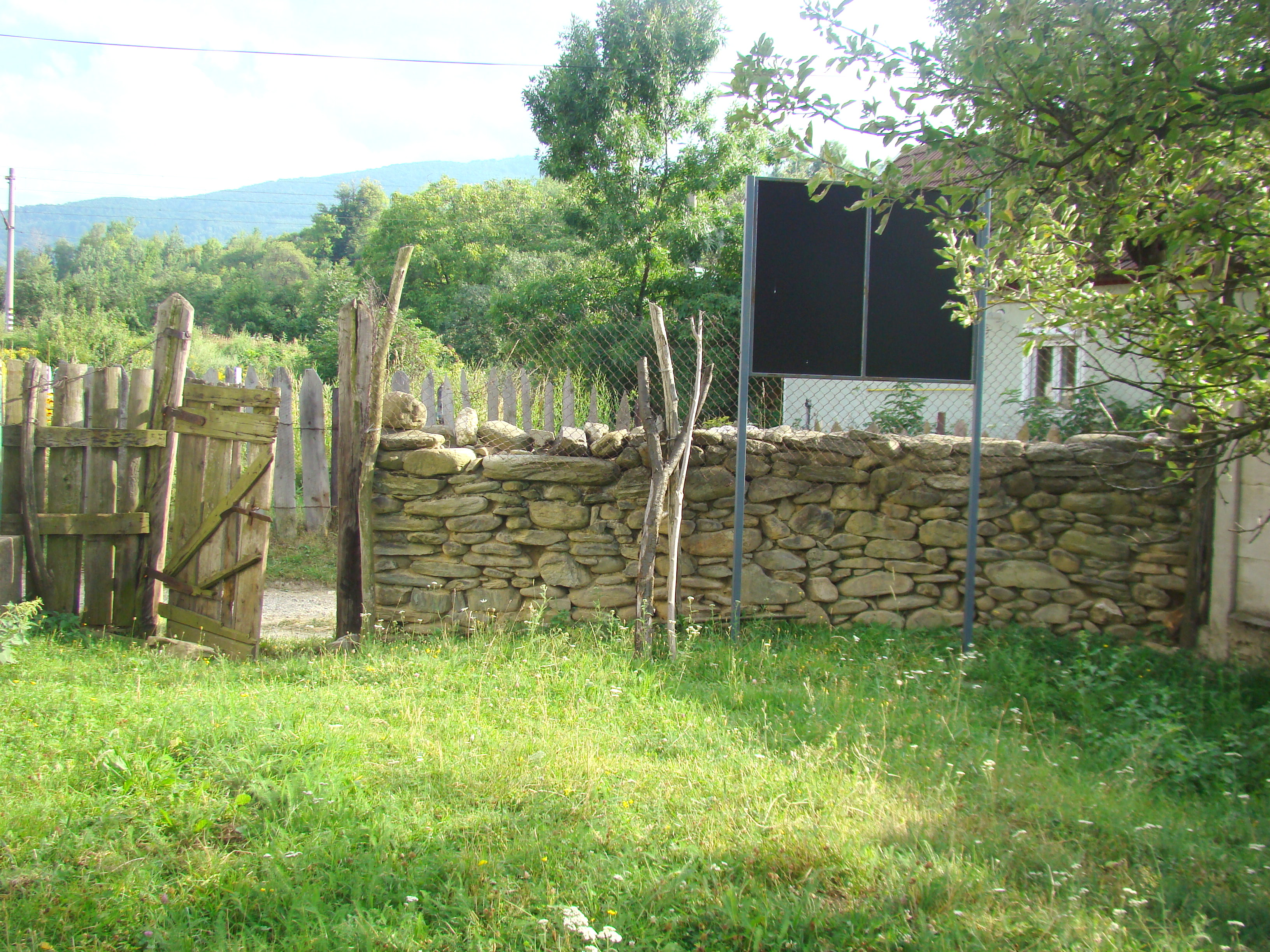
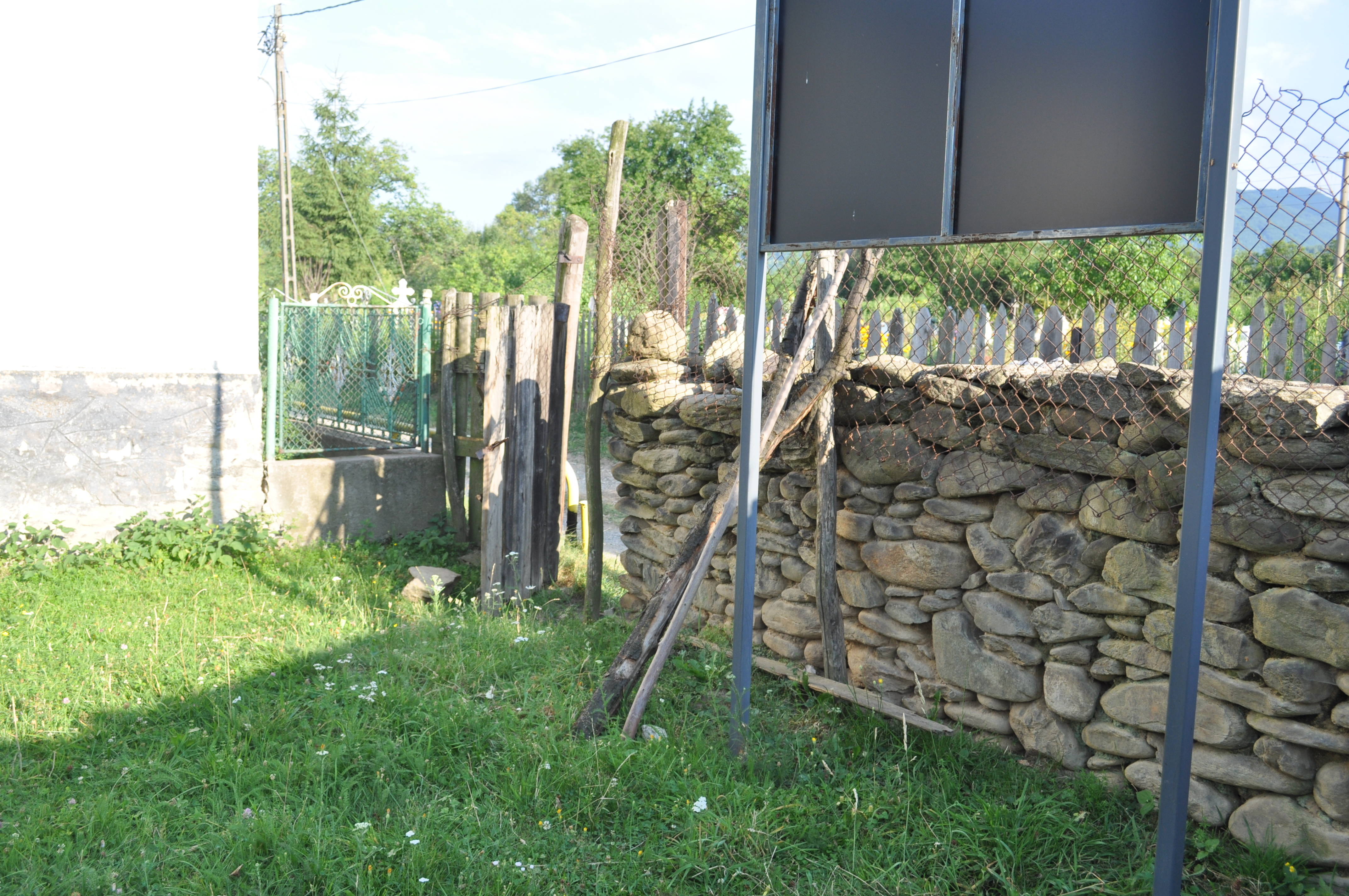

## Vezi și
- Baru, Hunedoara

## Imagini din interior

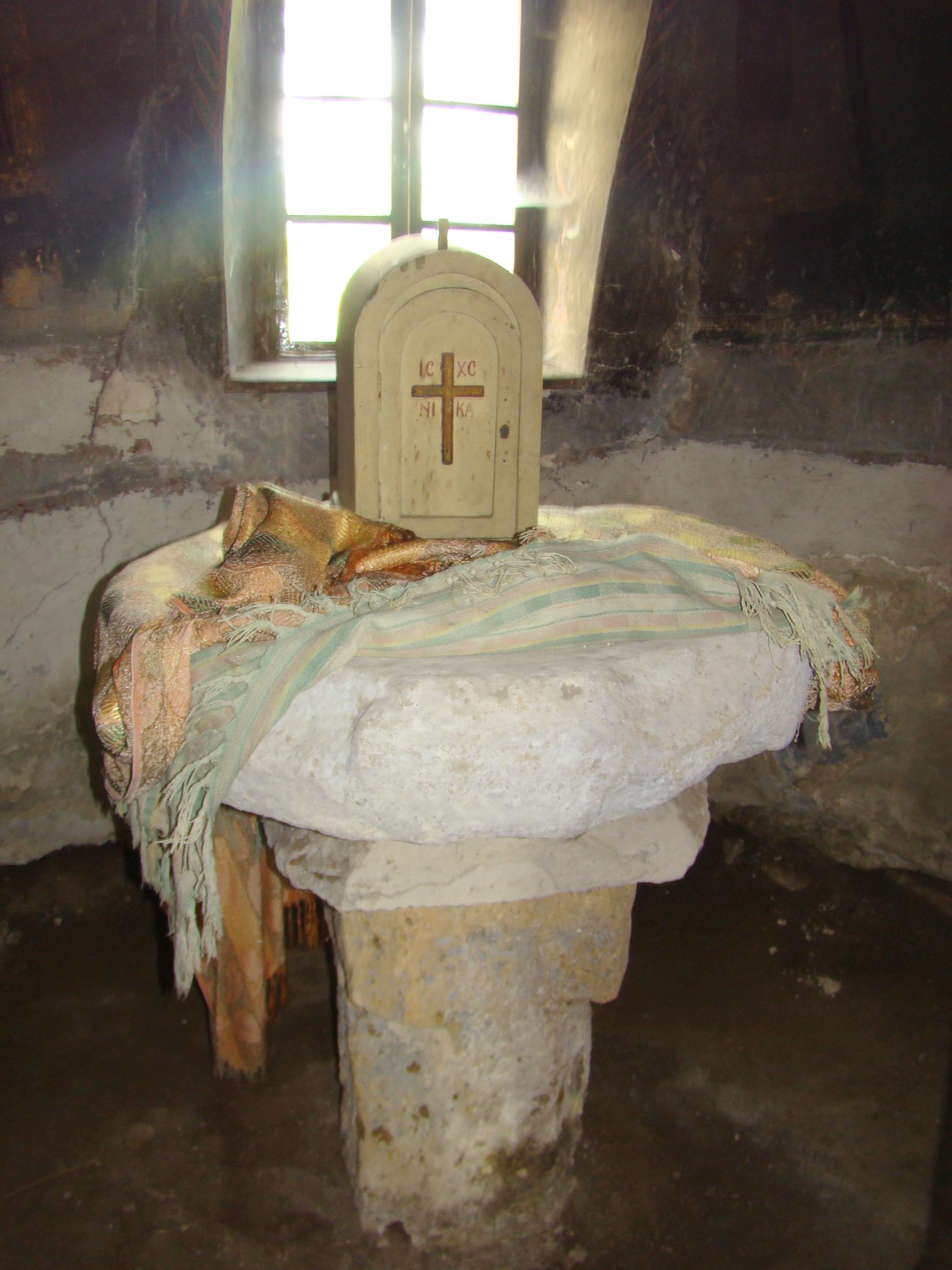
Masa altarului
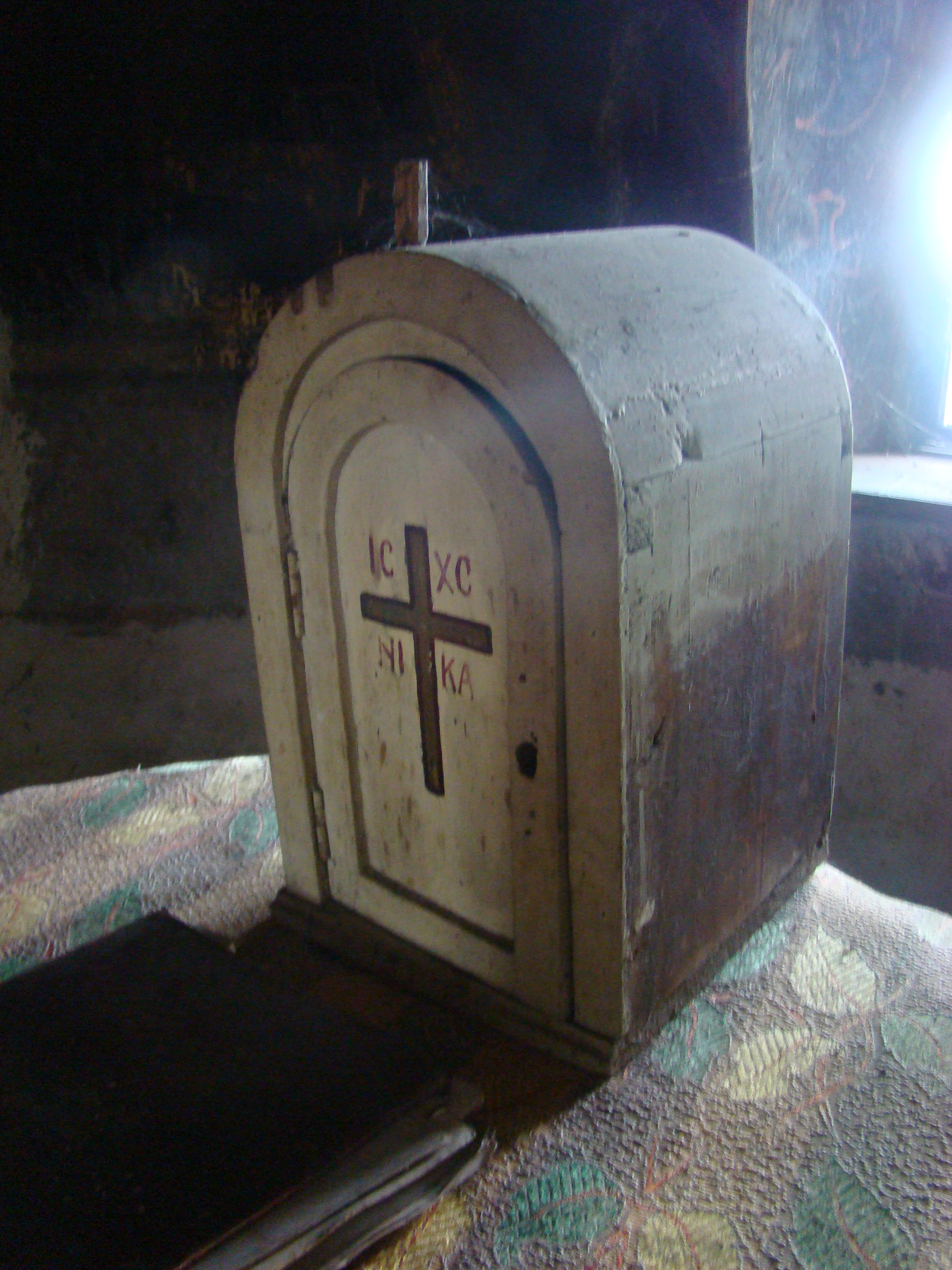
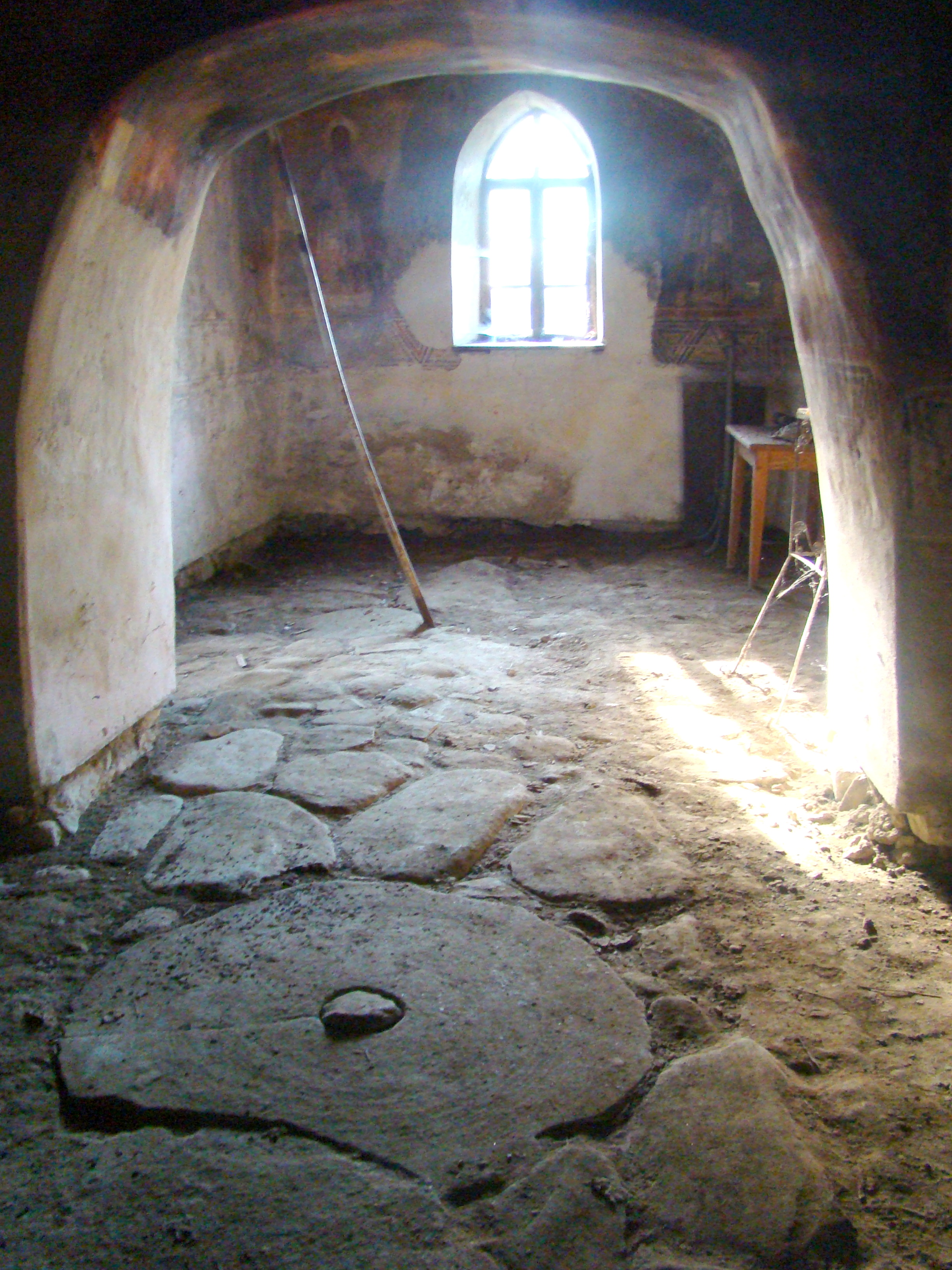
Interiorul navei spre vest
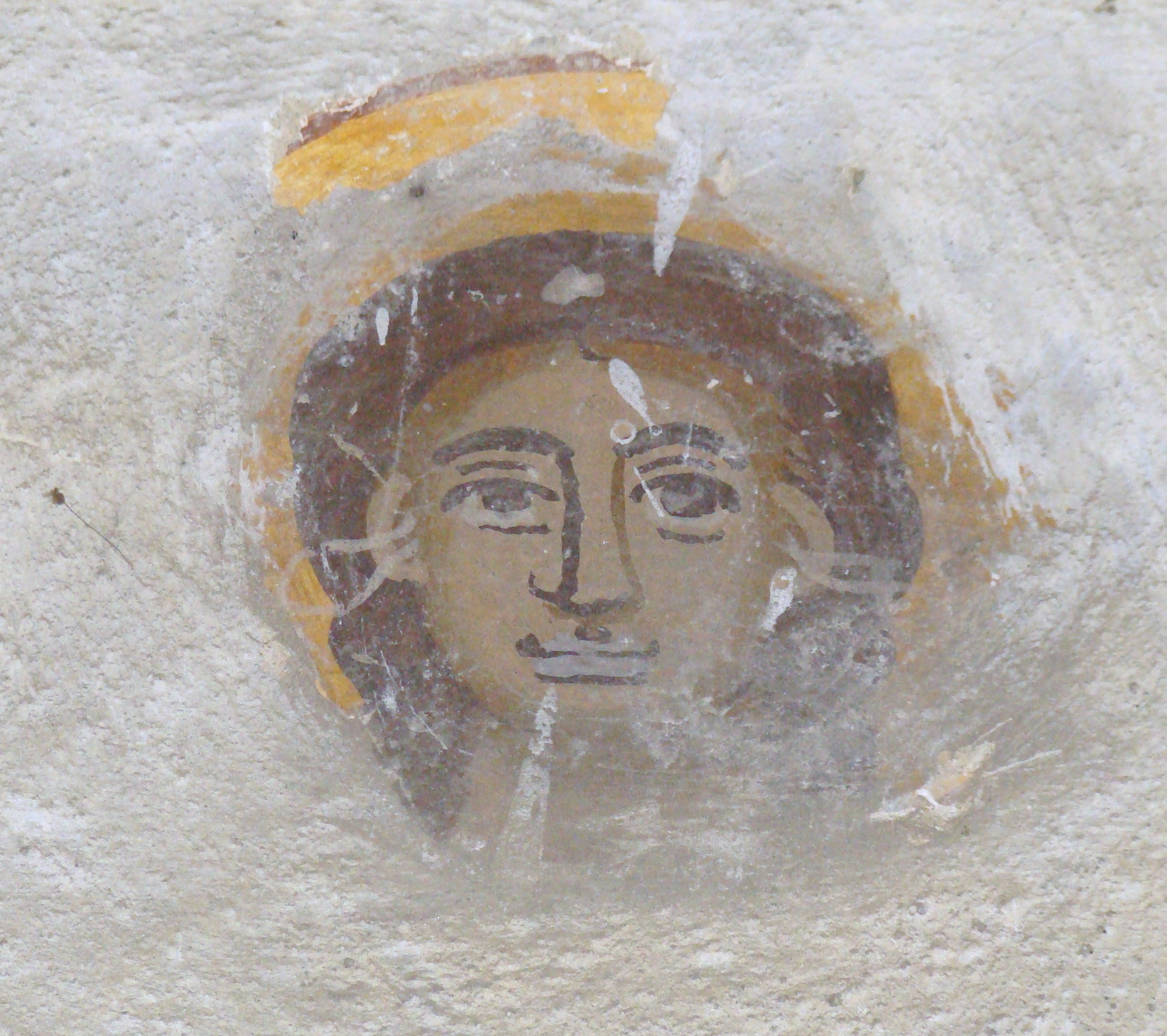
Fragment de pictură parietală
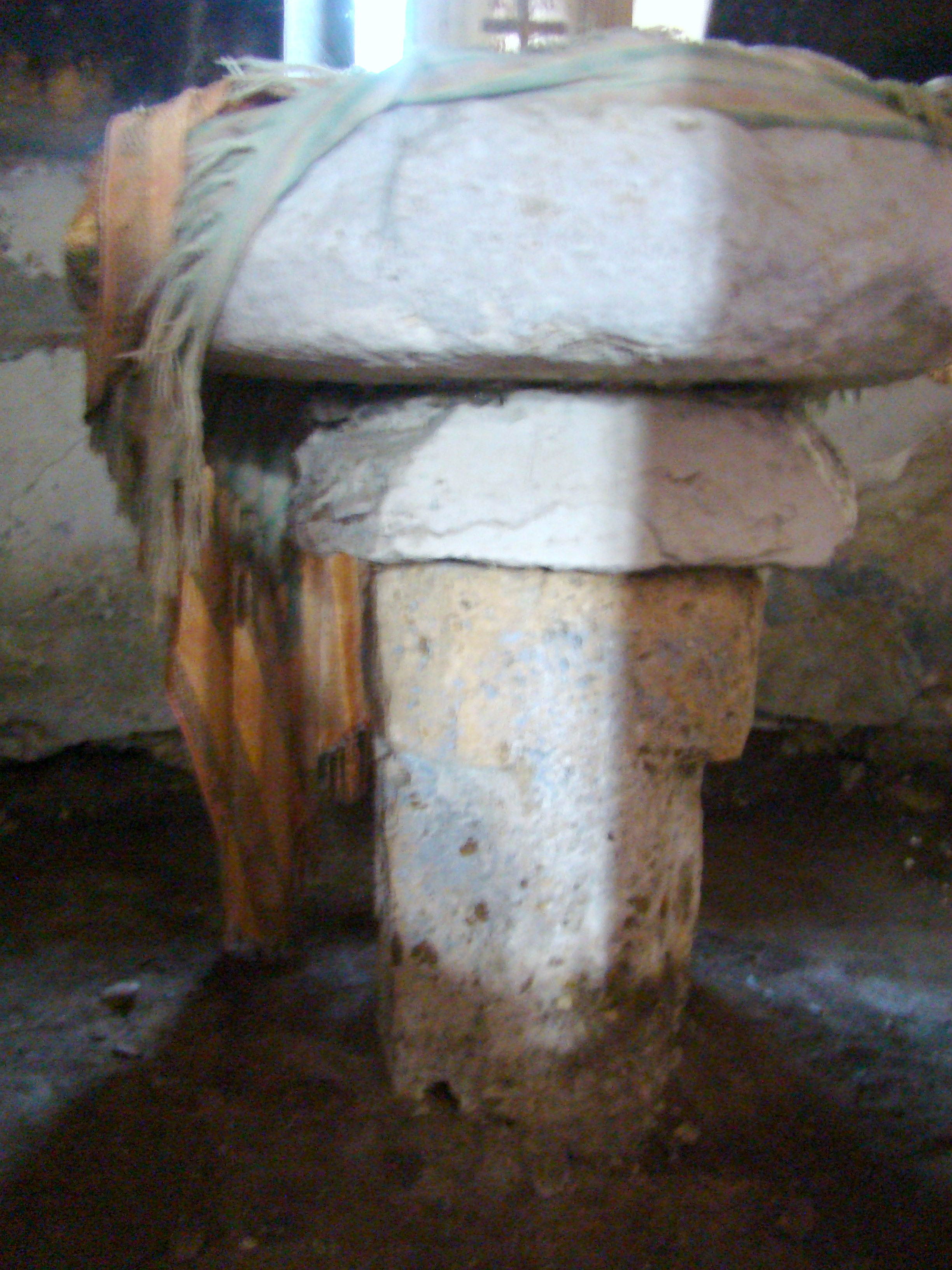
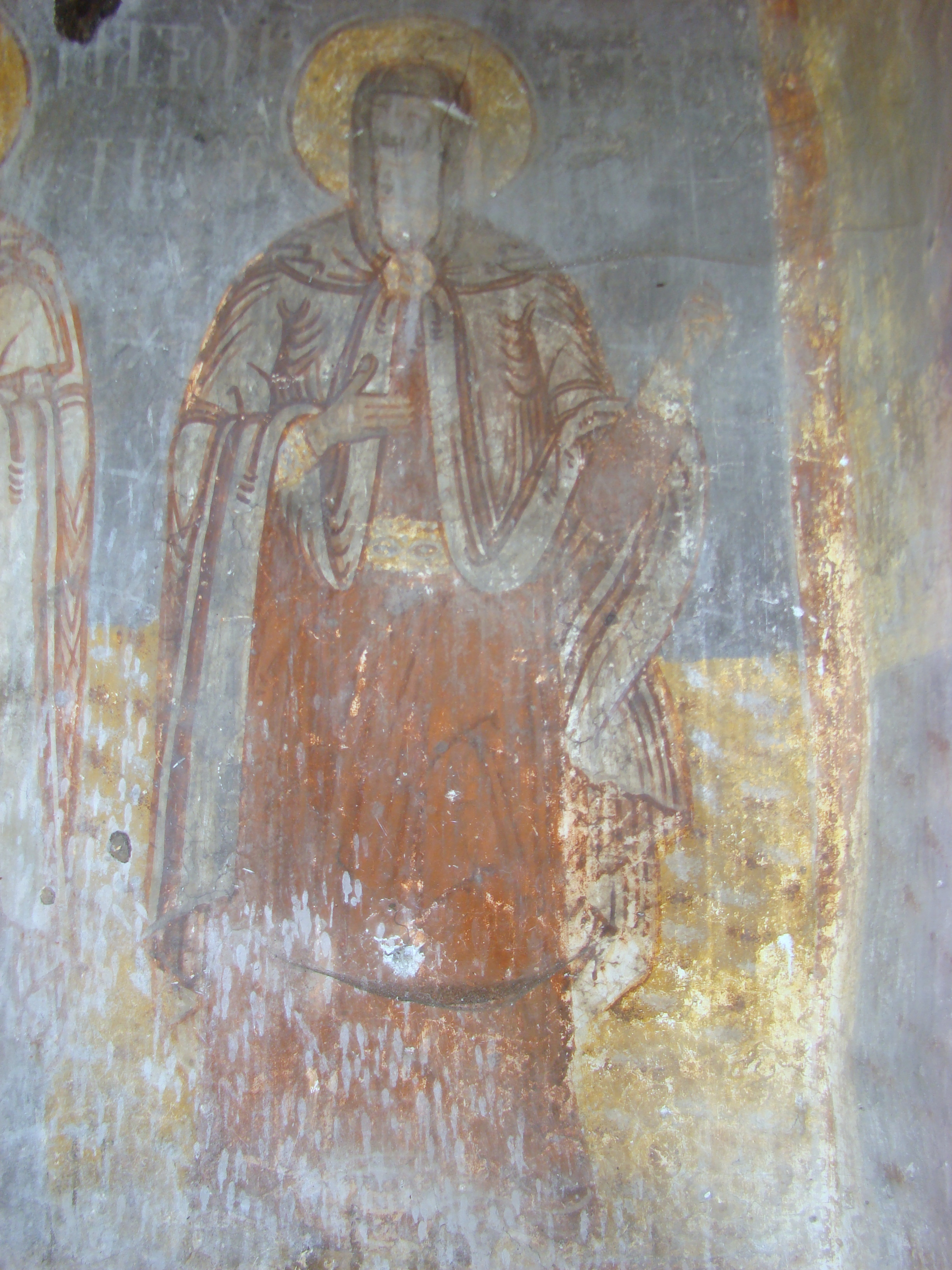
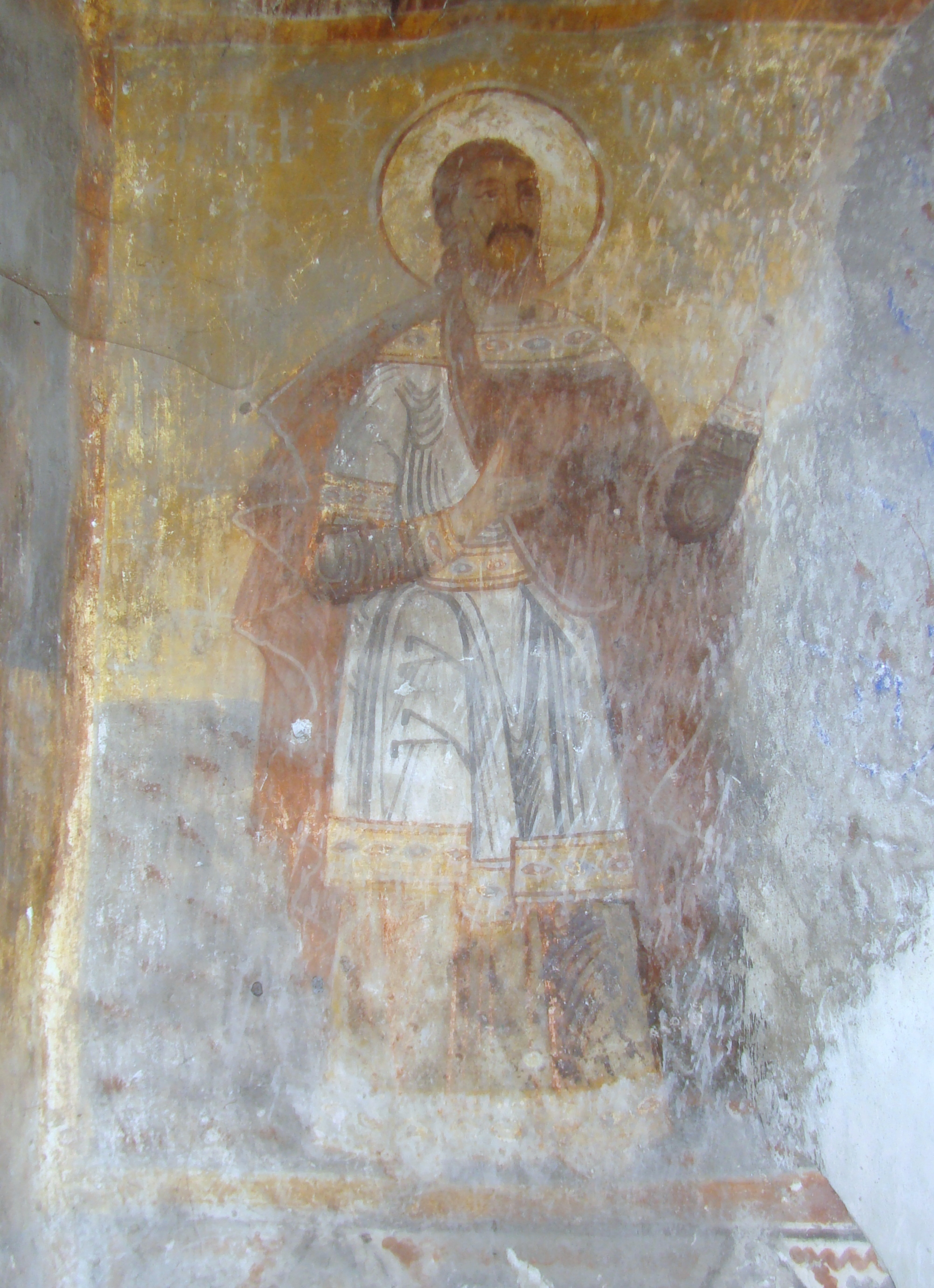
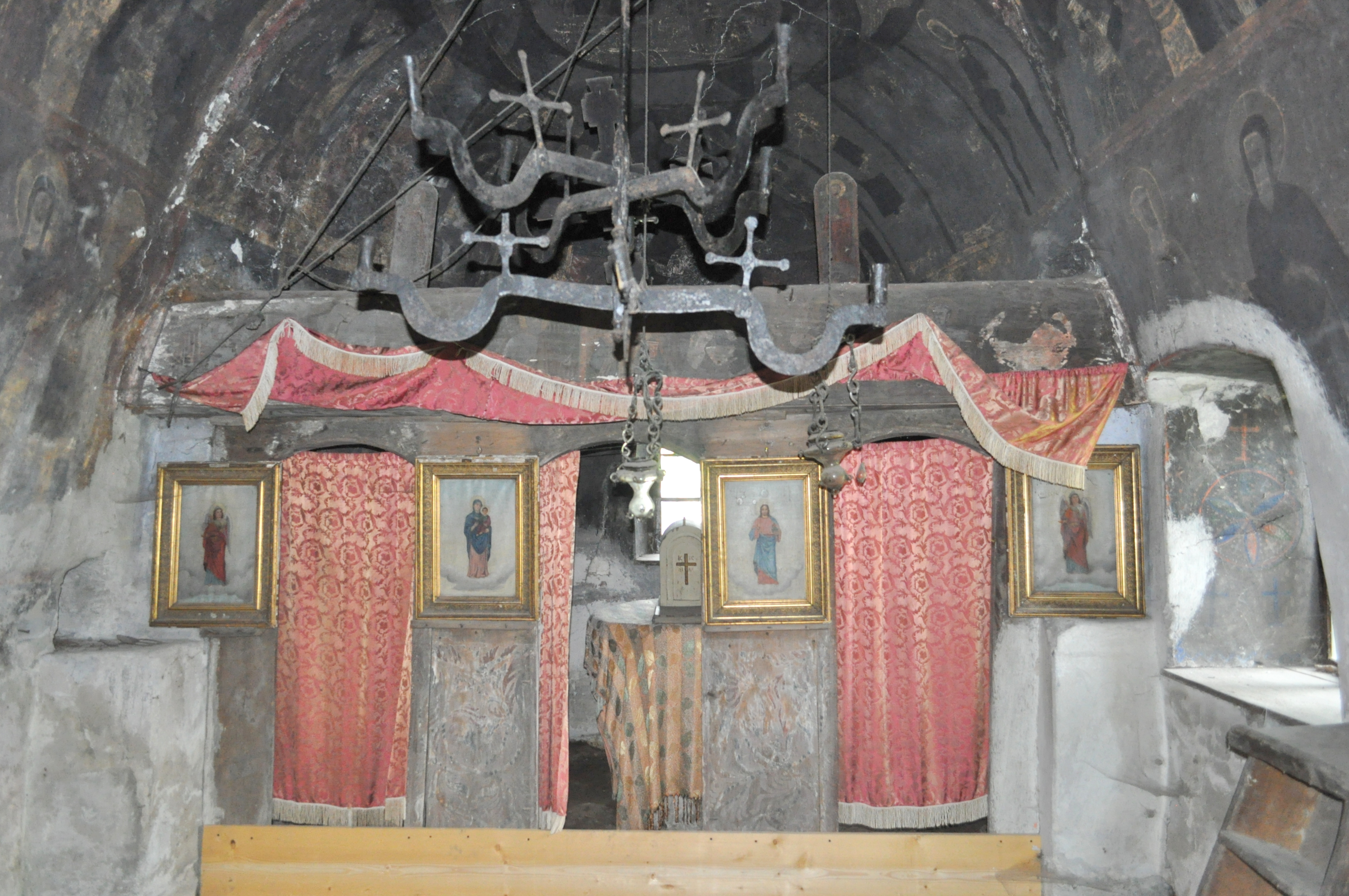
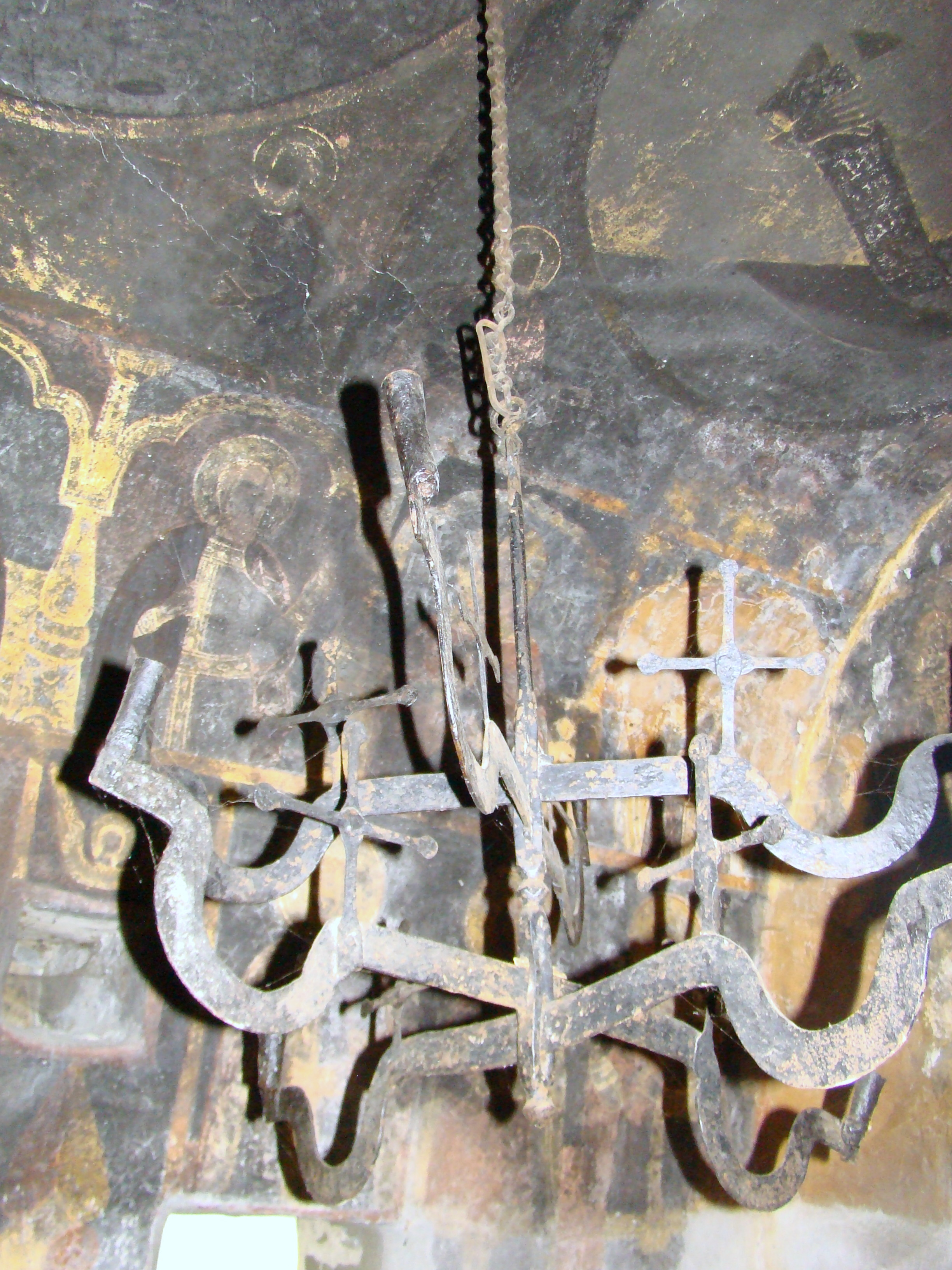
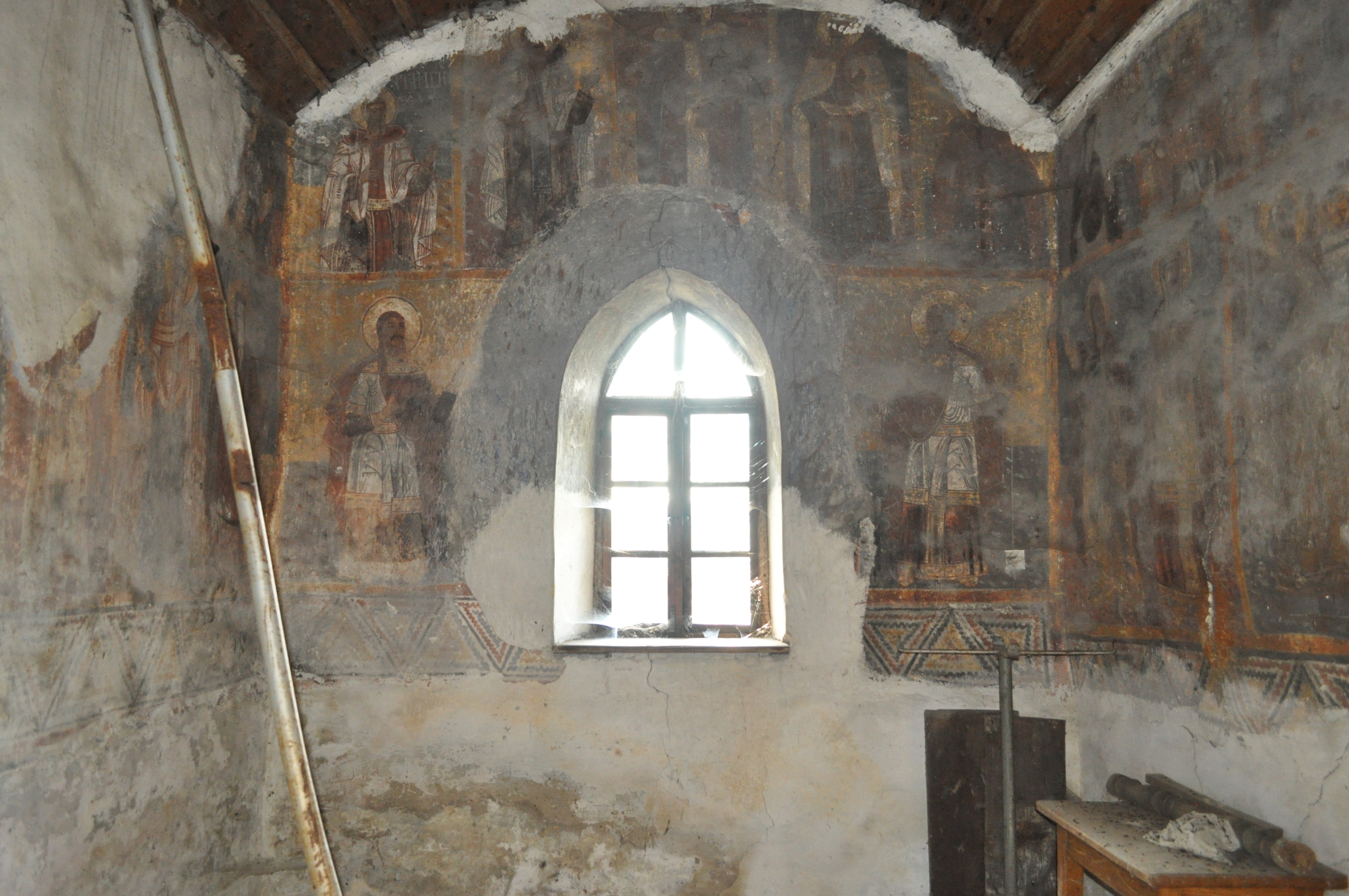
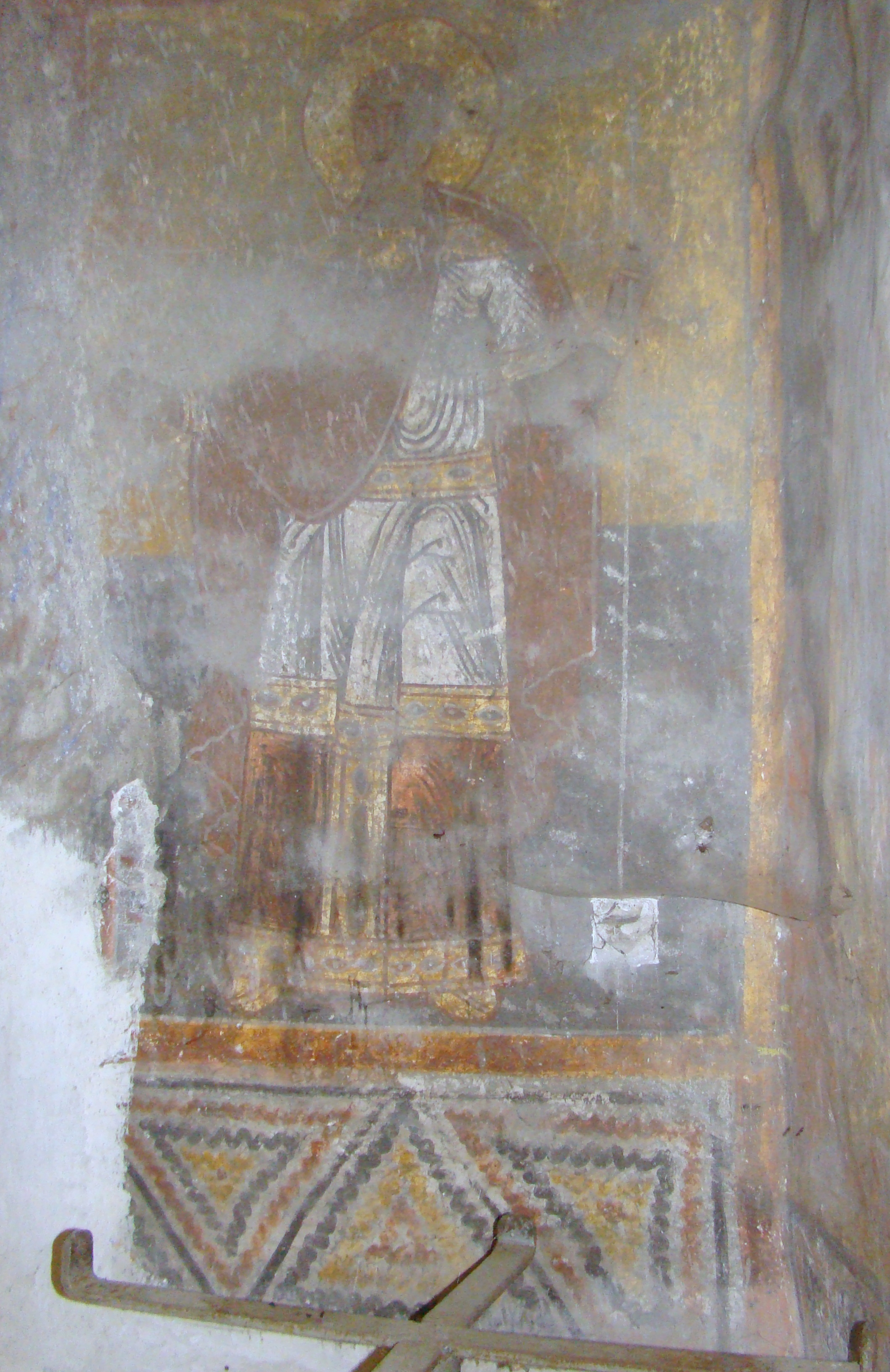
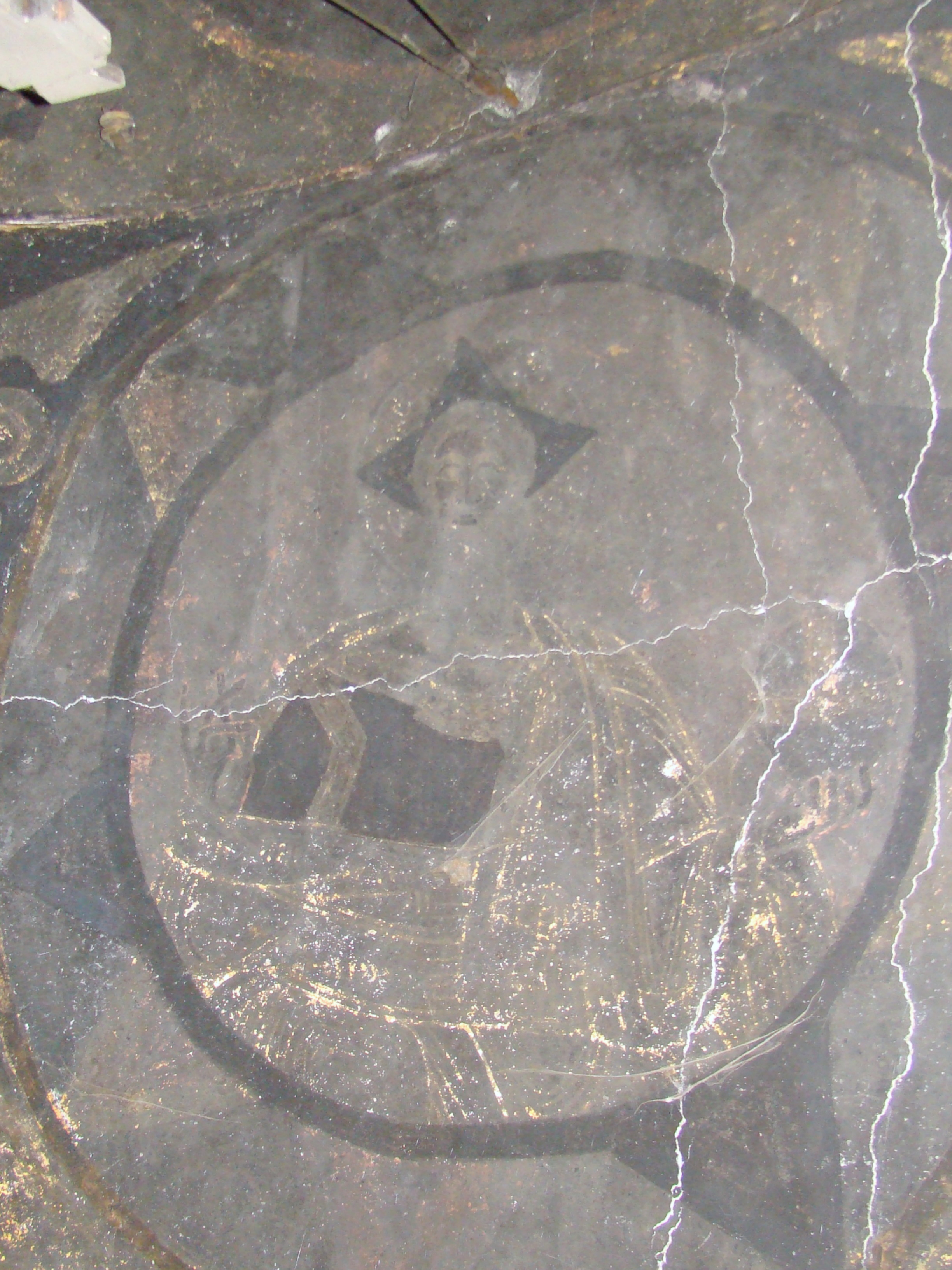
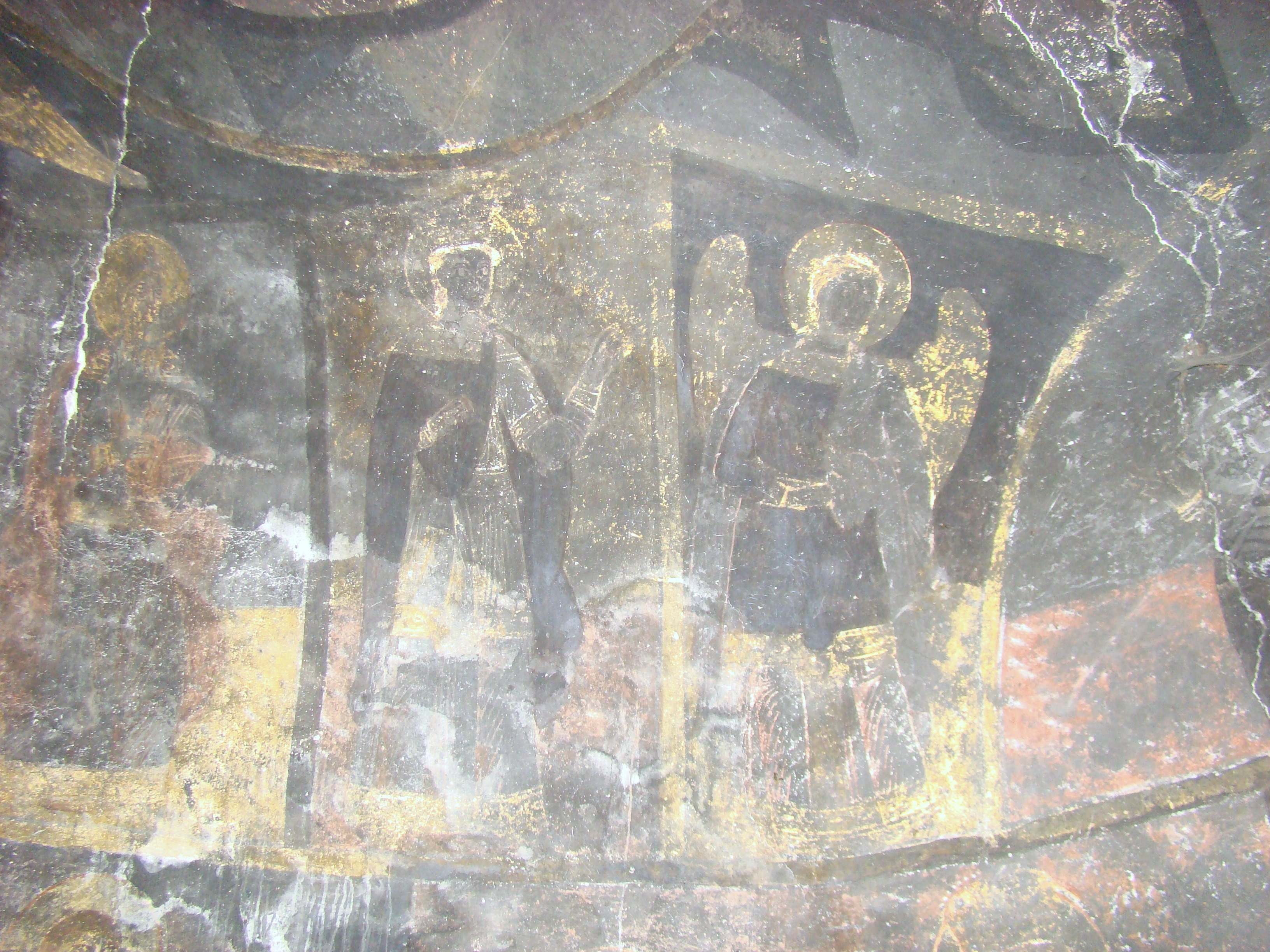
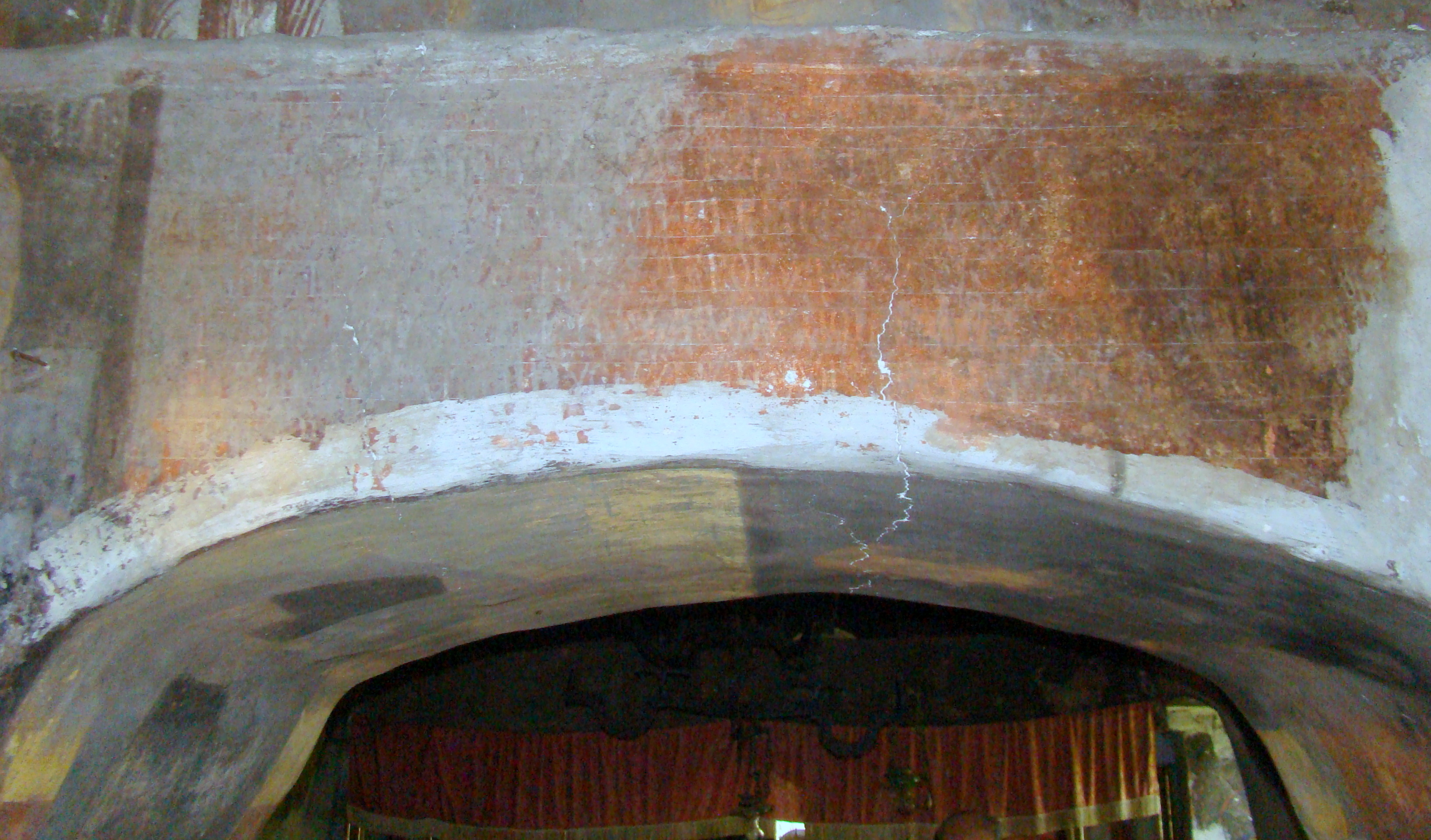
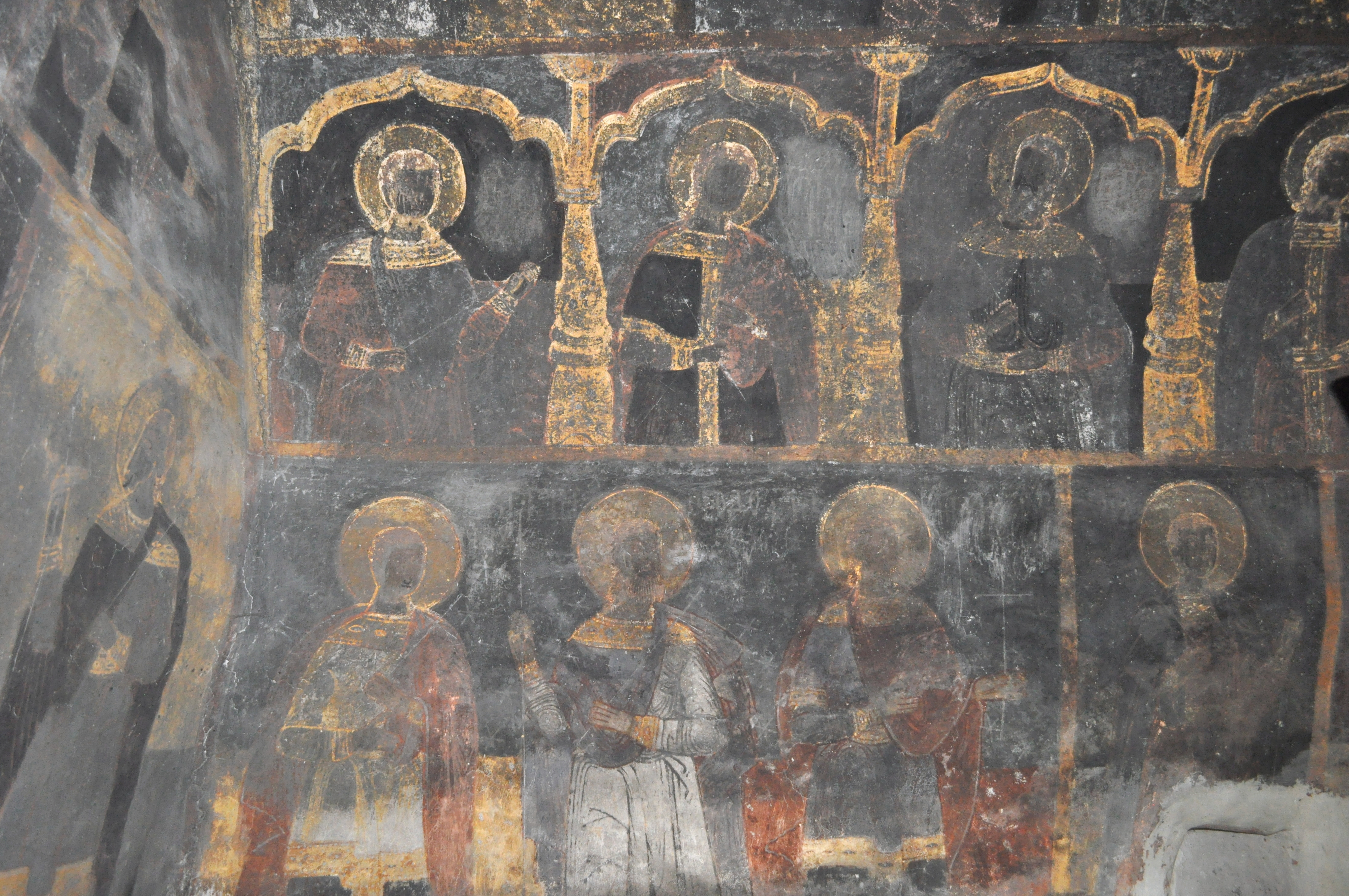
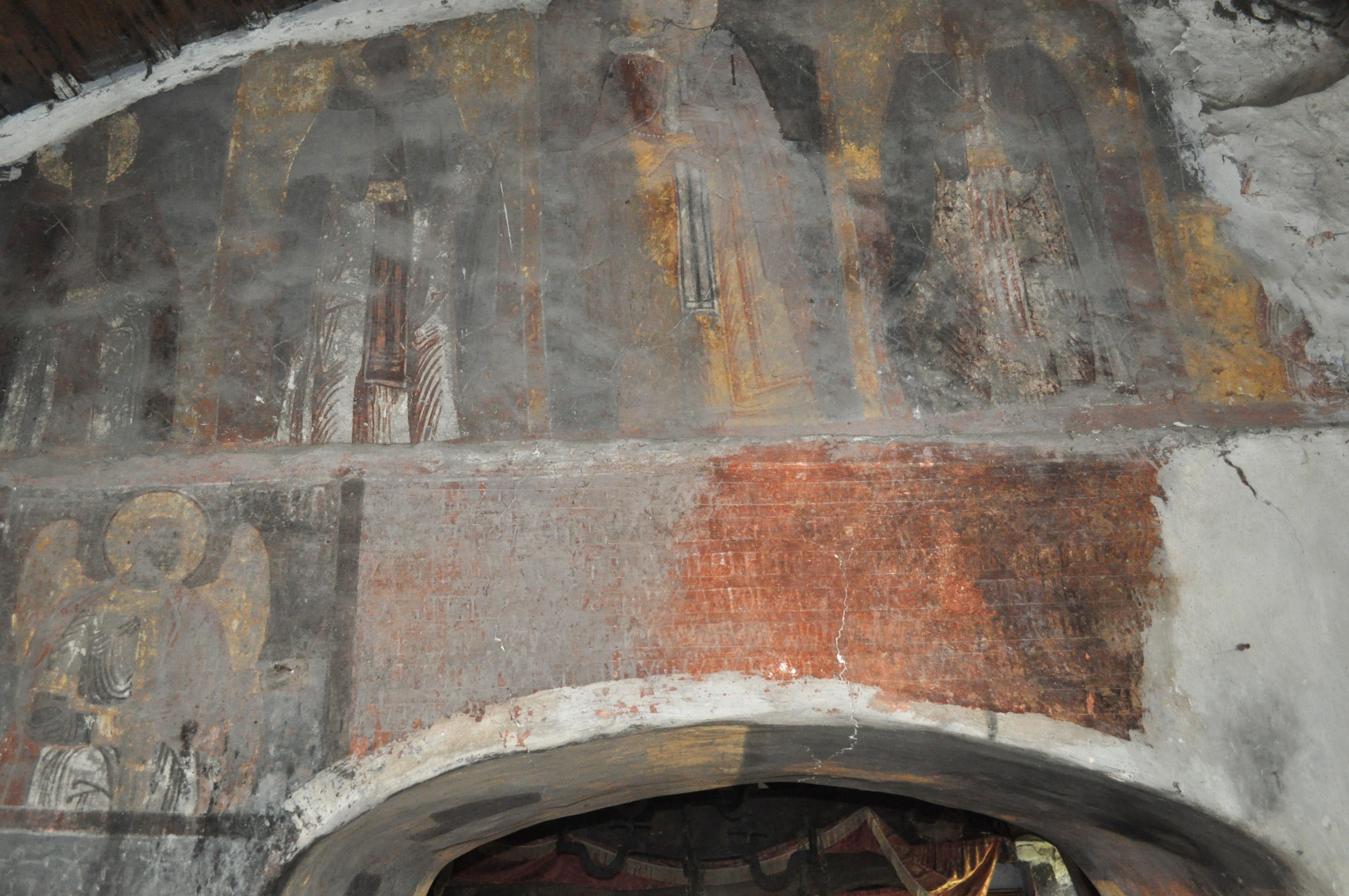
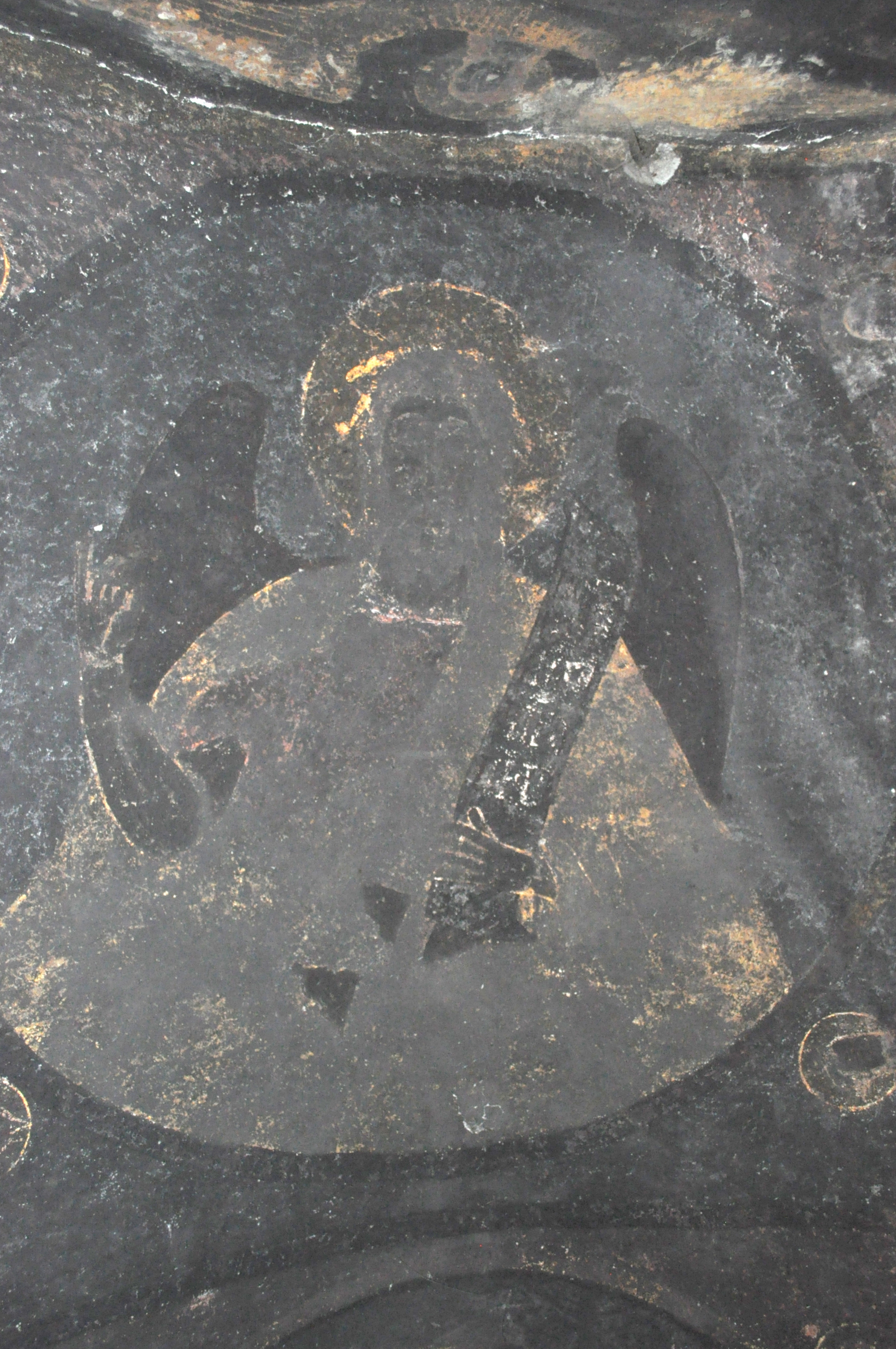
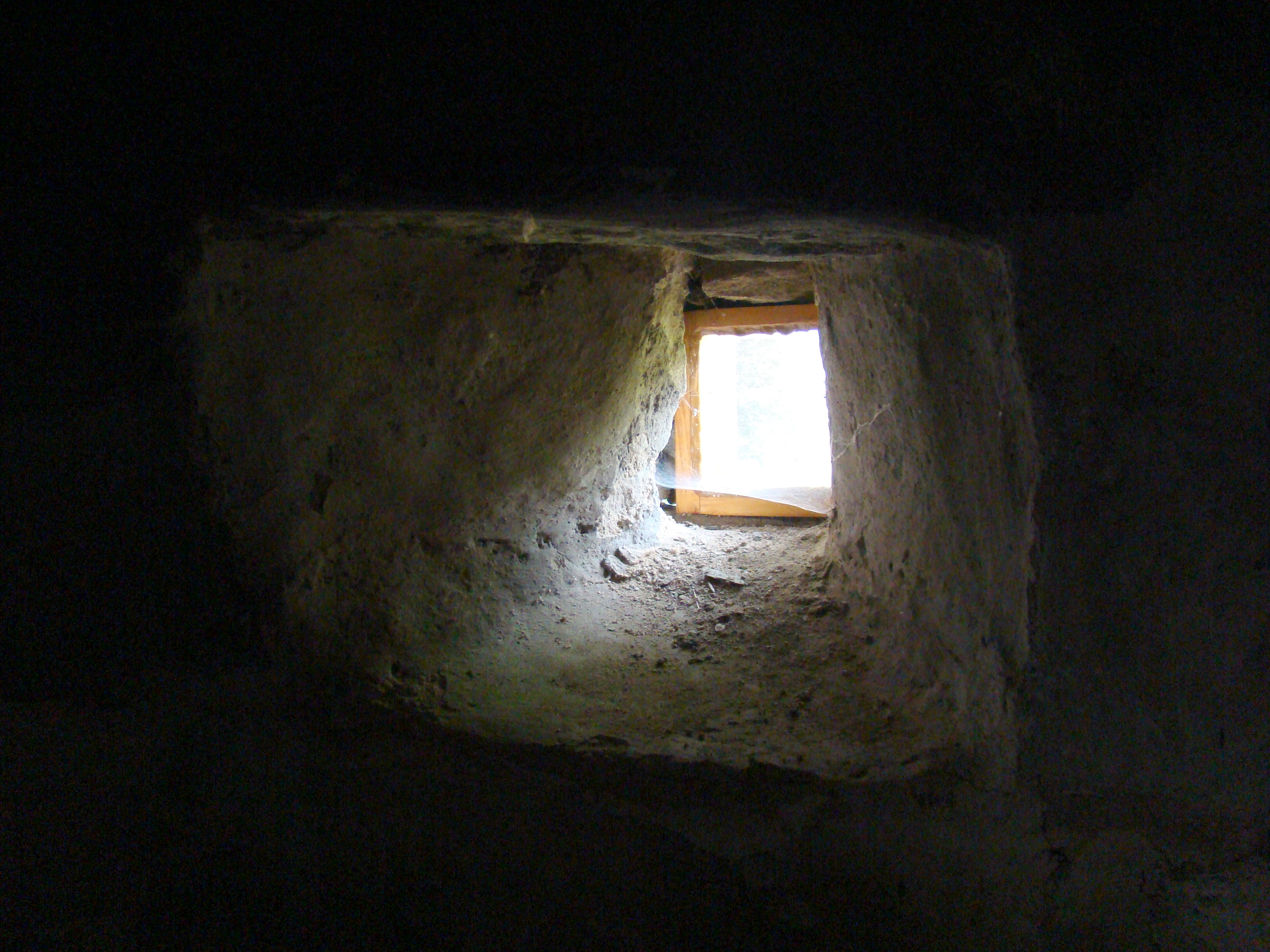
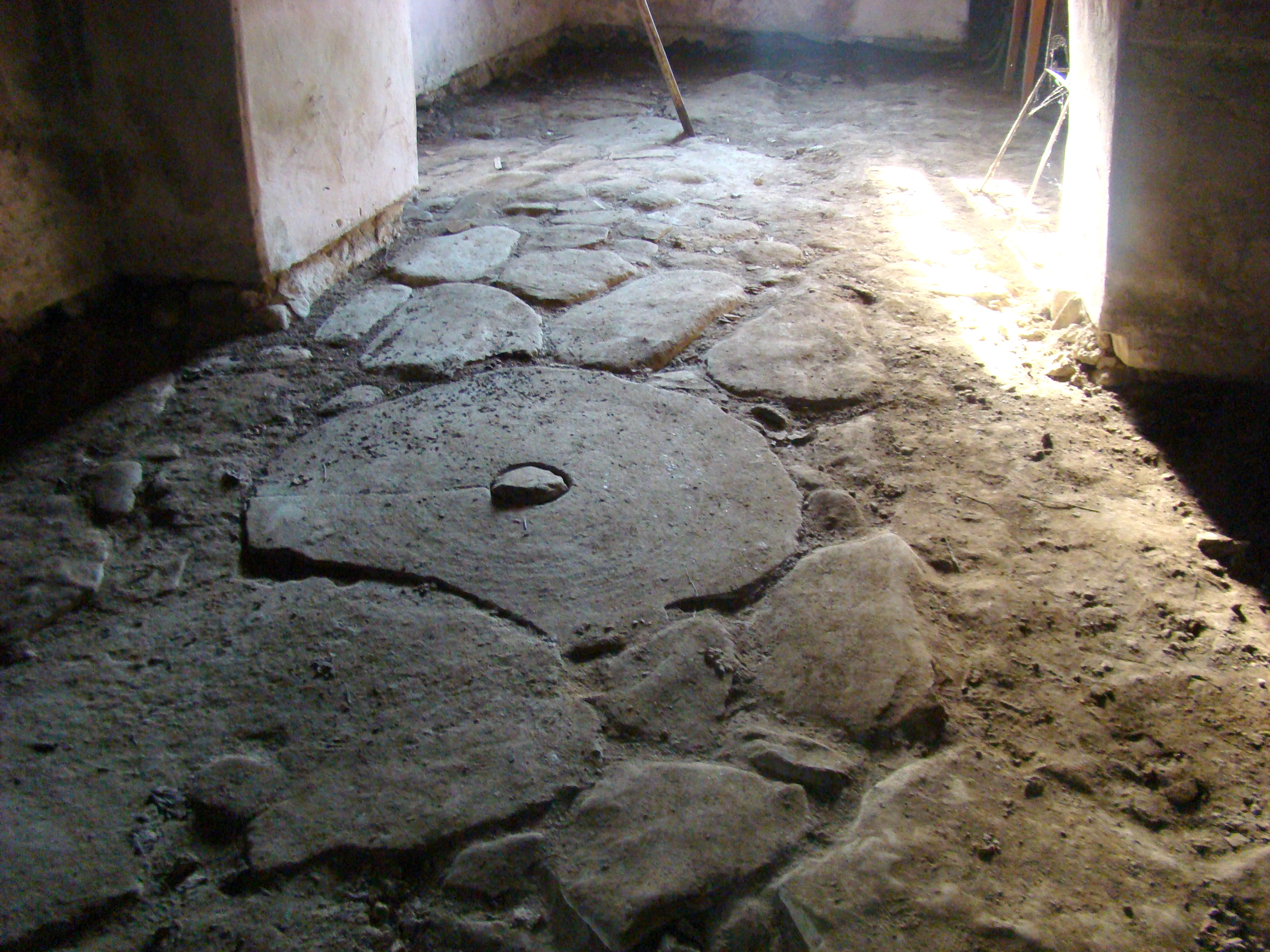
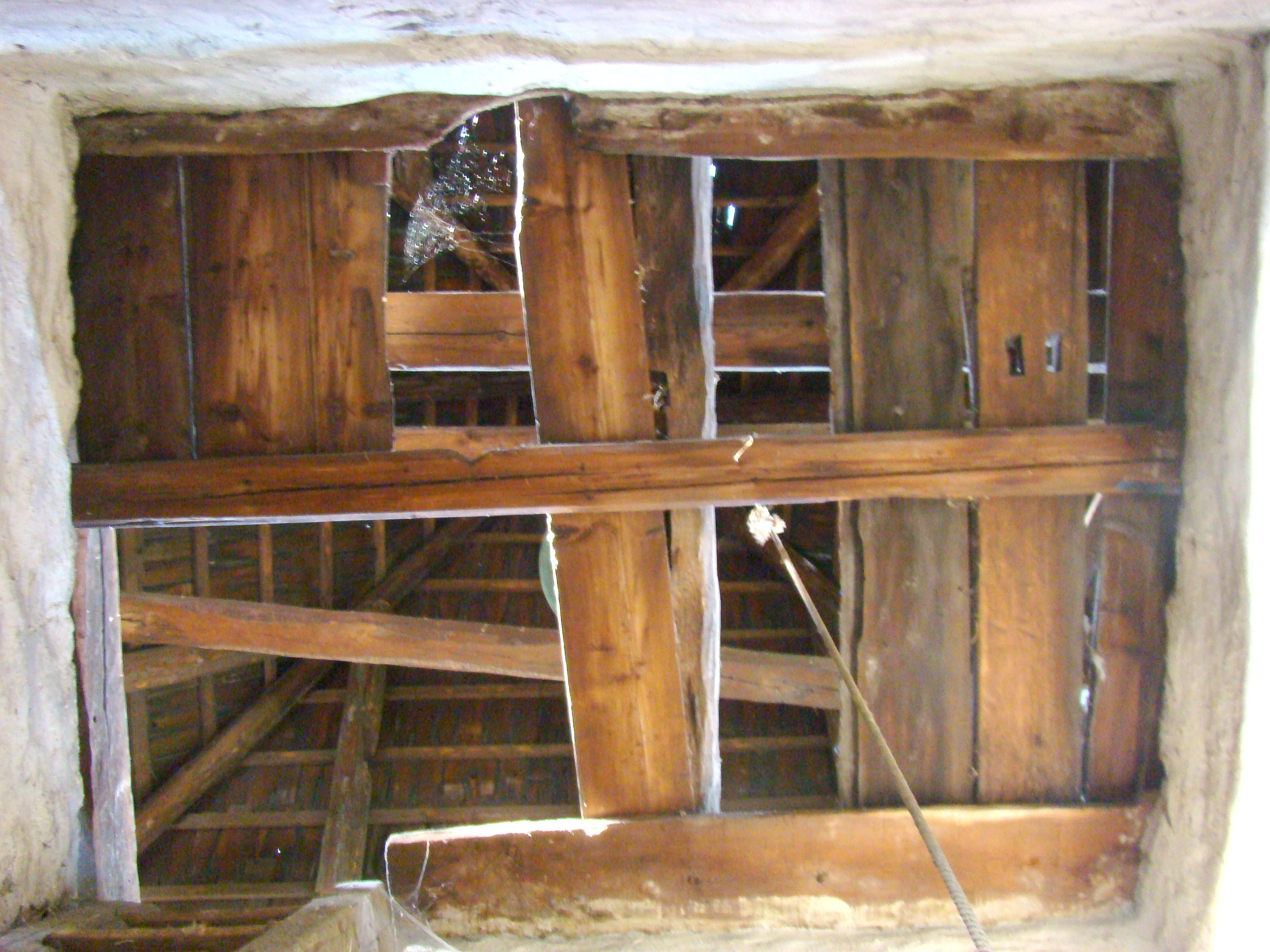